# Guerre civile birmane (depuis 2021)
Pour un article plus général, voir Conflit armé birman.
- Tatmadaw et alliés
- Armée nationale Pa-O
- Armée révolutionnaire zomi
- Force de défense du peuple
- Armée pour l'indépendance kachin
- Armée Karen de libération nationale
- Armée de libération nationale Ta'ang
- Alliance démocratique nationale de la Birmanie
- Armée d'Arakan
- Armée de libération nationale Pa-O
- Forces karenni
- Chinland et alliés
- Armée de libération nationale Mon
- Armée de l'état Shan - Nord
- Armée de l'état Shan - Sud
- Armée de l'alliance nationale démocratique
- United Wa State Army (État Wa)

Conflit armé birman
Batailles
- Conflit armé birman
- Coup d'État de 2021 en Birmanie
- Manifestations de 2021-2022 en Birmanie
  - Mort de Mya Thwe Thwe Khine (en)
  - Mort de Kyal Sin (en)

- Chin (en)
- Zone sèche (en)
- État de Rakhine (en)

- Tentative d'assassinat de Bai Yingneng (en)
- Alaw Bum
- Kalay
- Thapyayaye
- Taze (en)
- Naungmon (en)
- Thaw Le Hta
- Mindat (en)
- Muse (en)
- Mandalay (en)
- Myin Thar (en)
- Myawaddy (en)
- Route nationale 8
- 1re Loikaw (en)
- 1re Demoso

- Kachinthay (en)
- Lay Kay Kaw (en)
- Hnan Khar
- Rivière Chindwin (en)
- 2e Demoso (en)
- 2e Loikaw (en)
- Thantlang
- Pekon (en)
- Khin-U (en)
- Assassinat de Ohn Thwin
- Kawkareik
- Ti Bwar

- Konarpara (en)
- Mese (en)
- Shwe Kokko
- Kanaung
- Taungthaman (en)

- 1027
  - Chinshwehaw (en)
  - Namhsan (en)
  - Laukkai
  - Kaladan
  - Lashio
- 3e Loikaw (en)
  - 1107
- Kyindwe (en)
- Kachin (en)
  - Bhamo (en)
- Myawaddy
- Rakhine
  - Ann
  - Maungdaw
  - Kyaukphyu (en)
- Confrérie Chin (en)
  - Falam
- Assassinat d'Ashin Munindabhivamsa (en)
- Budalin
- Myingyan (en)
- Ngape (en)
- Katha (en)

- Hlaingthaya
- Pégou
- Tabayin (en)
- Mo So
- Mon Taing Pin (en)
- Let Yet Kone
- Meurtre de Saw Tun Moe
- Hpakant
- Tar Taing
- Pazigyi
- Pinlaung
- Laiza
- Buthidaung
- Byian Phyu
- Oe Htein Kwin

La guerre civile birmane (birman : ၂၀၂၁-ယခု မြန်မာနိုင်ငံ ပြည်သူ့ခုခံတွန်းလှန်စစ်, littérallement guerre de résistance du peuple birman), également connue sous le nom de révolution du printemps de Birmanie, est un conflit armé en cours depuis le 5 mai 2021, à la suite des insurrections de longue date en Birmanie qui se sont considérablement intensifiées en réponse au coup d'État militaire de 2021 et à la violente répression qui a suivi les manifestations anti-coup d'État,. Le gouvernement d'unité nationale en exil et les principales organisations ethniques armées répudient la Constitution de 2008 (en) et appellent à la place à un État fédéral démocratique. Outre l'engagement de cette alliance, le gouvernement au pouvoir du Conseil administratif d'État (SAC) est également en conflit avec d'autres forces anti-SAC dans les zones sous son contrôle. Les insurgés sont répartis en centaines de groupes armés dispersés à travers le pays.
En mars 2023, les Nations unies estiment que depuis le coup d'État de février 2021, 17,6 millions de personnes en Birmanie ont besoin d'une aide humanitaire, tandis que 1,6 million sont déplacées à l'intérieur du pays et que plus de 55 000 bâtiments civils ont été détruits. Le Bureau de la coordination des affaires humanitaires des Nations unies (UNOCHA) déclare que plus de 40 000 personnes ont fui vers les pays voisins, dont le Bangladesh, l'Inde et la Thaïlande.

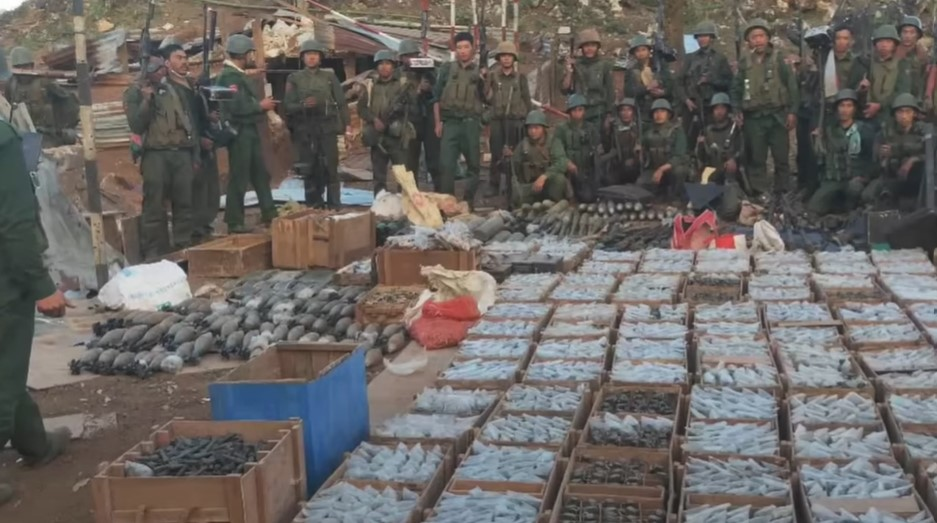
Équipement de la Tatmadaw capturé à Kawlin, en novembre 2023.

Carte des gains anti-junte de la phase 1 de l' au 19 mars 2024.

En octobre 2023, la Tatmadaw (armée birmane) contrôle moins de 40 % du pays, tout en affirmant contrôler environ les deux tiers des 330 cantons du pays,. Au second semestre 2023, les Forces de défense du Chinland, dans l'État Chin, ont conquis la majeure partie de l'État, avec quelques bastions dans les zones urbaines et le long de la frontière indo-birmane. En octobre 2023, la Tatmadaw commence à faire face à des problèmes d'effectifs, les désertions et la baisse de moral étant extrêmement courantes. Cela coïncide avec une offensive majeure des Forces de défense du peuple et de l'Alliance des Trois Fraternités dans l'ouest du pays, qui réussit à prendre 80 bases, 220 positions du SAC et plusieurs villes avant le 28 novembre 2023.
Octobre et novembre 2023 voient une série d'offensives anti-SAC simultanées, dont l'opération 1111 (en) assiégeant la capitale de l'État de Kayah Loikaw et un nouveau conflit par les forces anti-SAC dans le nord des États de Rakhine et Chin,. Lors de l'opération 1027, les forces anti-SAC prennent Laukkai, la capitale de la zone auto-administrée de Kokang (en), début janvier 2024. Les combats dans le nord de l'État shan cessent avec le cessez-le-feu de Haigeng après la chute de Laukkai. L'offensive de Rakhine se poursuit cependant dans le nord de l'État de Rakhine avec Mrauk U, entre autres, tombant aux mains de l'Armée d'Arakan en février 2024. En février 2024, des milliers de soldats du SAC se rendent sans combattre, dont six généraux de la Tatmadaw. Le SAC a recours à des tactiques terroristes contre la population, notamment des incendies, des décapitations, des mutilations, des viols de guerre, des incendies de villages et une campagne massive de bombardements aériens qui déplace près de 3 millions de personnes. L'armée de l'air birmane largue plus de bombes par habitant que celles larguées lors de l'invasion russe de l'Ukraine. Un groupe d'observateurs écrit que les forces du SAC restent « formidables et bien équipées », avec « des alliés extérieurs et des ressources économiques »,.
Fin mars 2024, les forces anti-SAC dans le sud-est de la Birmanie capturent Demoso et Papun, portant le nombre de villes de niveau district capturées par les forces anti-SAC à huit. La neuvième ville de niveau district, Matupi, est capturée par la résistance chin à la mi-juin 2024. Fin juin 2024, l'Alliance des Trois Fraternités relance l'opération 1027 après avoir affirmé que les forces de la Tatmadaw ont rompu le cessez-le-feu, capturant la dixième ville de niveau district, Kyaukme (en), à la fin du mois. Le 17 juillet, deux autres villes de niveau district sont capturées par l'Alliance des Fraternités, Thandwe et Mongmit, portant le nombre à douze. Le 3 août, l'Armée de l'Alliance nationale démocratique de Birmanie (MNDAA), dans le cadre d'un effort plus large de l'Alliance des Trois Fraternités et d'autres groupes de résistance, capture Lashio, la plus grande ville du nord de l'État shan, ainsi que le siège du commandement du Nord-Est (en) du SAC. Le 20 décembre 2024, l'Armée d'Arakan (AA) affirme avoir capturé le quartier général du commandement occidental de l'armée birmane (en) à Ann, dans l'État de Rakhine, marquant ainsi le deuxième commandement régional à tomber aux mains des rebelles ethniques en cinq mois.
Après le séisme meurtrier de 2025 en Birmanie, le NUG déclare une pause de deux semaines dans ses offensives.

## Conflit interne en Birmanie
Les insurrections se poursuivent en Birmanie depuis 1948 et sont largement fondées sur l'ethnie. Les insurrections communistes (en) et l'Union nationale karen (KNU) sont les principaux acteurs de l'opposition au gouvernement central,. Au cours du XXe siècle, plusieurs organisations ethniques armées (EAO) importantes augmentent en influence et en contrôle. Des factions rebelles plus importantes telles que l'Armée de l'indépendance kachin se forment en réponse au coup d'État birman de Ne Win en 1962 et à sa répression politique accrue. Le soulèvement de 1988 en réponse au régime totalitaire de Ne Win forme certaines des premières milices bamar à partir de manifestants se dirigeant vers des zones sous contrôle ethnique rebelle.
Au lendemain du soulèvement de 1988, le Conseil d'État pour la restauration de la loi et de l'ordre, devenu plus tard le Conseil d'État pour la paix et le développement, forme une junte militaire. La Tatmadaw affaiblit gravement les groupes ethniques d'insurgés, détruisant la plupart de leurs bases et de leurs bastions dans les années 1990. Au moment des réformes politiques de la Birmanie de 2011 à 2015 (en), la junte reprend le contrôle de nombreux bastions rebelles de longue date, notamment Kokang et l'État Karen contrôlé par la KNU,.
Dans le cadre de ses réformes politiques et de sa démocratisation, la Constitution de 2008 créer des zones auto-administrées dotées d'une autonomie accrue. En 2015, l'accord national de cessez-le-feu (NCA) est signé entre 8 EAO et le gouvernement central. Cependant, dès 2018, le NCA avait déjà commencé à s'effondrer en raison de violations présumées de l'accord par des soldats de Tatmadaw entrant dans les territoires de l'EAO pour construire des routes. De nombreux non-signataires poursuivent le conflit. Le plus connu au niveau international étant l'Armée du salut des Rohingya de l'Arakan dont le conflit en 2016 conduit au génocide des Rohingyas par le gouvernement central en 2017. Fin 2016, quatre non-signataires du NCA forment l'Alliance du Nord, dont l'Armée de l'indépendance Kachin et l'Armée d'Arakan, engagées dans une guerre avec le gouvernement central et d'autres EAO. Après des attaques qui se sont poursuivies en 2020, un cessez-le-feu a été signé avec l'armée d'Arakan.

### Coup d'État et manifestations de 2021
Le matin du 1er février 2021, le Tatmadaw (l'armée birmane) dépose avec succès le gouvernement élu de la Birmanie, formant une junte militaire. L'ancien président Win Myint, Aung San Suu Kyi et plusieurs autres membres de la Ligue nationale pour la démocratie sont arrêtés lors de raids matinaux et Min Aung Hlaing est nommé commandant en chef des services de défense et dirigeant de facto de la nation.
Les motifs exacts du coup d'État ne sont pas clairs, et le Tatmadaw affirme que les élections générales de 2020 ont enregistré 8,6 millions d'irrégularités électorales dans les jours précédant le coup d'État, mais n'ont présenté aucune preuve. On pense que le coup d'État a peut-être été un moyen de rétablir le pouvoir de longue date de l'armée sur le pays, qui a pris fin dix ans auparavant.
La répression sanglante des manifestations anti-coup d'État conduit à la création de groupes armés pour combattre le Conseil administratif d'État, la junte militaire. Réunies sous le nom de Force de défense du peuple (PDF) et aux ordres du Gouvernement d'union nationale (NUG), formé d'anciens parlementaires en fonction avant le coup d'État, la PDF et le NUG déclarent officiellement une « guerre défensive » contre le régime militaire en septembre 2021. L'ACLED (en) estime qu'au 29 juillet 2022, environ 23 521 personnes au total avaient été tuées dans les violences qui ont suivi le coup d'État de 2021,.
Dans les mois qui suivent le coup d'État, l'opposition commence à se regrouper autour du Gouvernement d'unité nationale, qui lance une offensive contre le SAC. En 2022, l'opposition contrôle un territoire substantiel, quoique peu peuplé,,. Dans de nombreux villages et villes, les attaques du SAC chassent des dizaines de milliers de personnes. À l'occasion du deuxième anniversaire du coup d'État, en février 2023, le président du SAC, Min Aung Hlaing, admet avoir perdu le contrôle stable de « plus d'un tiers » des cantons. Des observateurs indépendants notent que le nombre réel est probablement bien plus élevé, avec seulement 72 cantons sur 330 restant sous le contrôle de la Tatmadaw et les forces militaires alliées à la junte. Cependant, les cantons sous contrôle du SAC comprennent toujours tous les grands centres de population.

## Prélude

### Manifestants armés
Fin mars, il est signalé que des dizaines de manifestants se sont rendus dans les zones frontalières de la Birmanie pour s'enrôler et s'entraîner dans l'un des nombreux groupes d'insurgés du pays, augmentant le risque d'une guerre civile à l'échelle du pays. Le comité représentant Pyidaungsu Hluttaw propose également la formation d'une « force armée fédérale » pour combattre l'armée et fin mars, l'armée d'Arakan (AA) menace de mettre fin à son cessez-le-feu avec l'armée si celle-ci « persistait à massacrer des civils ».
Fin mars, les manifestants s'arment de plus en plus d'armes artisanales, telles que des fusils, pour tenter de se défendre contre les attaques de l'armée. Simultanément, les affrontements avec les soldats et les attaques aux engins explosifs improvisés contre les bâtiments administratifs et les postes de police deviennent plus courants à mesure que la tendance des manifestants à utiliser la résistance armée augmentait.

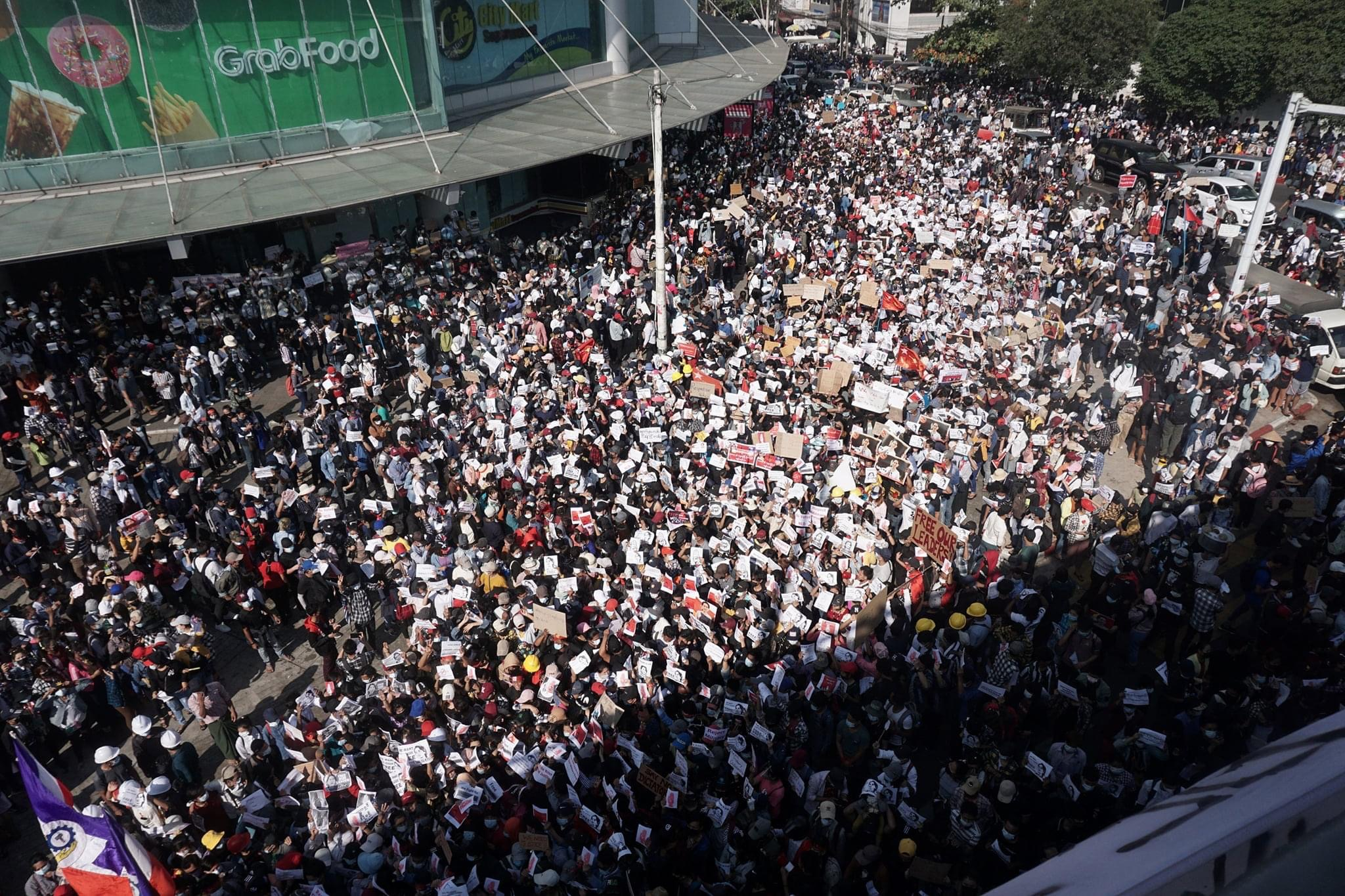
Des milliers de manifestants participant à un rassemblement anti-junte à Rangoun, en février 2021.

Après une trentaine d'années d'inactivité, l'Armée populaire de libération (APL), branche armée du Parti communiste birman (PCB), redevient active le 15 mars 2021 lorsque des combattants communistes traversent la frontière depuis la Chine vers l'État kachin, où l'Armée pour l'indépendance kachin leur fournira des armes. En août 2021, le PCB créer une nouvelle branche armée pour lutter contre le SAC. Au cours des deux années suivantes, l'APL renforce sa présence dans la région de Tanintharyi, où elle combat aux côtés du PDF, affirmant avoir 1 000 soldats actifs en décembre 2023.

### Conflit ethnique renouvelé
Les troubles à travers le pays et le besoin accru de troupes de la junte dans des zones urbaines, auparavant pacifiques, renforcent les EAO. L'Armée de l'indépendance kachin (KIA) menait déjà une offensive contre les militaires depuis février et s'est emparée de la base militaire d'Alaw Bum près de la ville de Laiza le 25 mars. Le lendemain, l'Armée Karen de libération nationale (KNLA) attaque une base militaire, tuant 10 soldats et en prenant d'autres en otage lors de la première attaque contre l'armée depuis le début des manifestations. Le lendemain ont eu lieu les affrontements de Kalay en 2021, la première résistance ouvertement armée de manifestants dans la ville de Kalay contre la junte. Les manifestants utilisent des armes artisanales contre des soldats et des forces de sécurité attaquant un camp de protestation.
La junte militaire déclare qu'elle cesserait toutes les opérations militaires le 29 mars et qu'elle tiendrait des négociations bilatérales avec les groupes ethniques armés. Cependant, la KIA poursuit ses offensives en déclarant que l'armée de la Birmanie poursuivait ses opérations comme d'habitude. Sept groupes d'insurgés signataires de l'accord de cessez-le-feu national se sont alignés sur le comité représentant Pyidaungsu Hluttaw, notamment le Front démocratique de tous les étudiants birmans (en) et l'Union nationale karen. L'Alliance du Nord, composée de l'Armée d'Arakan, de l'Armée de libération nationale Ta'ang et de l'Armée de l'Alliance nationale démocratique de Birmanie, a attaqué un poste de police à Naungmon, dans l'État shan, tuant au moins 10 policiers et indiquant son mépris pour l'appel à un cessez-le-feu de la junte. En réponse, le 11 avril, l'armée de la junte a lancé une contre-attaque pour reprendre la base d'Alaw Bum, la base capturée par la KIA plus tôt, en utilisant des frappes aériennes et des troupes au sol, mais a dû battre en retraite au milieu de lourdes pertes.
Le 26 avril, la bataille de Mindat est devenue l'un des premiers conflits à grande échelle résultant du coup d'État de 2021. La Force de défense du Chinland (CDF) a commencé la résistance armée à Mindat, dans l'État Chin. En réponse, la junte a coupé l'approvisionnement en nourriture et en eau et a déclaré la loi martiale. Les combats ont commencé lorsqu'un groupe de manifestants devant la statue d'Aung San de la ville a demandé la libération de six de leurs collègues arrêtés, lorsqu'un soldat du régime aurait tiré sur quelqu'un, incitant les manifestants à réagir. Selon un travailleur humanitaire, plus de 10 000 personnes ont quitté Mindat dans le sud de l'État Chin alors que l'armée de la Birmanie a lancé une opération tous azimuts pour réprimer une révolte armée dirigée par des citoyens locaux. En conclusion, la bataille a duré quatre jours, tuant 30 soldats de la junte sans faire de victimes pour les CDF, et Mindat est depuis une ville fantôme.

## Chronologie

### Début de la résistance formelle et de la guerre (mai 2021-août 2021)
Le 16 avril 2021, le politicien pro-démocratie Min Ko Naing annonce la formation du gouvernement d'unité nationale, avec des membres de groupes ethniques minoritaires à des postes de direction et déclare que les dirigeants évincés Aung San Suu Kyi et Win Myint conserveront leurs fonctions et demande à la communauté internationale de reconnaître leur gouvernement plutôt que celui du SAC,. Tout au long du mois d'avril, les affrontements informels avec les manifestants s'intensifient, comme à Taze, lorsque les manifestants ripostent aux soldats avec des fusils de chasse et des bombes incendiaires le 8 avril.
Le gouvernement d'union nationale déclare ensuite la formation d'une branche armée, les Forces de défense du peuple (PDF), le 5 mai, date souvent citée comme le début de la guerre civile en Birmanie. Cette branche armée est créée pour protéger ses partisans des attaques de la junte militaire et comme première étape vers une armée de l'Union fédérale. Les Forces de défense du peuple affrontent la Tatmadaw dans la ville de Muse le 23 mai, tuant au moins 13 membres des forces de sécurité de la Birmanie,.

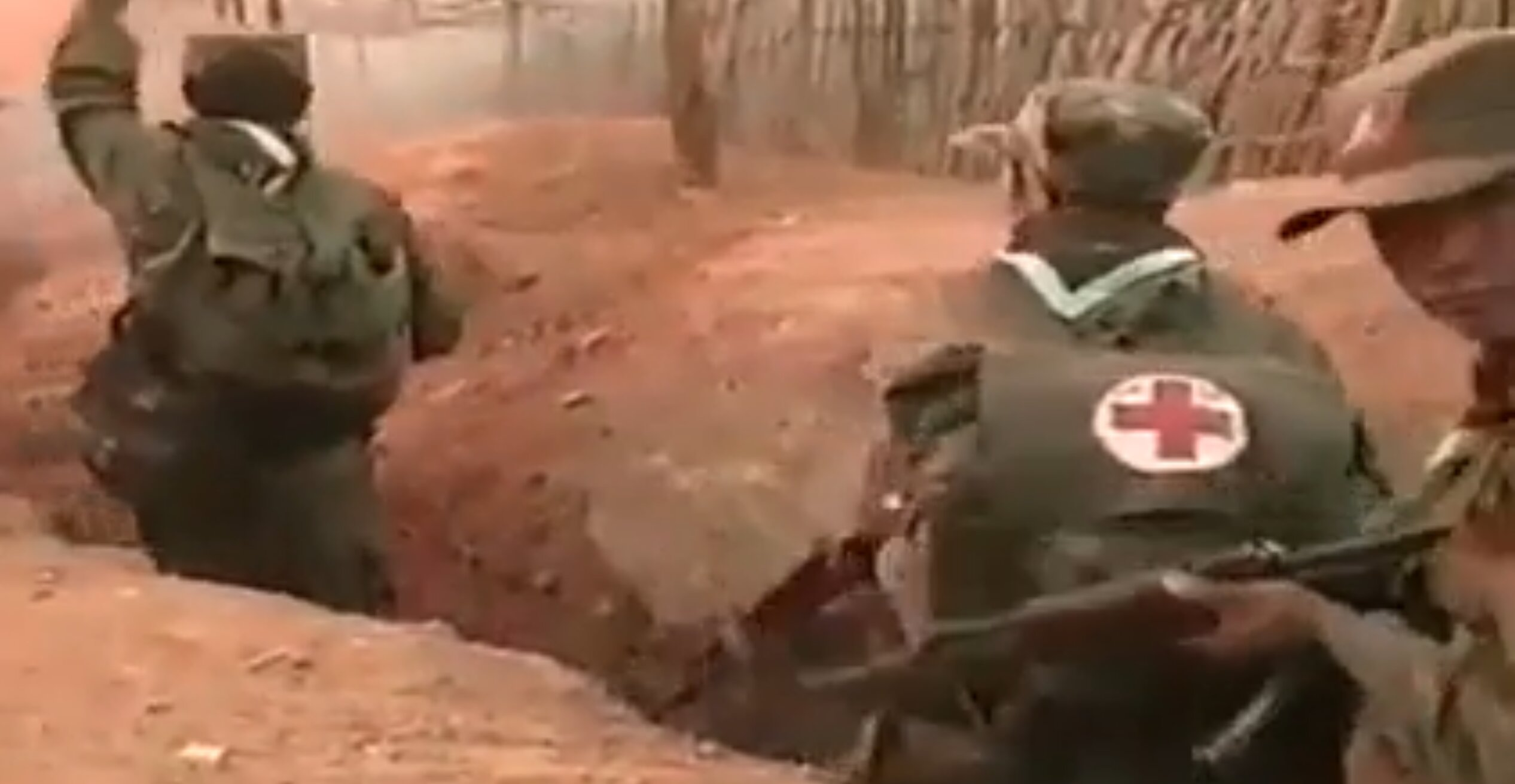
L'Armée Karen de libération nationale attaque la base du SAC le 14 juin 2021.

Début juin, des combats éclatent dans le district de Myawaddy, où l'armée et les gardes-frontières karens affrontent une force combinée karen et PDF, tuant des dizaines de soldats du SAC.
Des membres des Forces de défense du peuple karenni (KPDF) dans l'État de Kayah capturent également et détruisent plusieurs avant-postes de la Tatmadaw près de la capitale de l'État, Loikaw. Vers la fin du mois de mai, la Tatmadaw utilise de l'artillerie et des hélicoptères pour frapper les positions des PDF et des KPDF à Loikaw et Demoso. Le 30 mai, l'Armée de l'Indépendance Kachin rejoint la PDF dans une bataille contre les troupes de la junte dans le canton de Katha, tuant huit soldats du régime. Des combats éclatent également dans d'autres cantons de l'État kachin, notamment à Putao (en), Hpakant et Momauk (en).
Bien que le nombre de morts liées au conflit diminue entre mai et septembre, de nombreux affrontements armés persistent, avec une recrudescence début juin. Deux douzaines de responsables locaux nommés par l'armée sont assassinés tout au long du mois de juin, avec des centaines d'attentats à la bombe contre des commissariats de police, des banques et des bureaux gouvernementaux. Le 22 juin, les forces du SAC, utilisant des véhicules blindés, attaquent un refuge des PDF à Mandalay, arrêtant plusieurs combattants. Les forces de sécurité birmanes tuent au moins 25 personnes lors d'un autre raid à Tabayin. Ces attaques ont lieu dans le centre de la Birmanie, également connu sous le nom d'Anya, une région qui n'a rarement connu de violence armée ces derniers temps. Le 2 juillet, les troupes attaquent plusieurs villages de la région de Sagaing et tuent 41 civils. Le Washington Post décrit comment la Birmanie glisse vers une « anarchie sanglante ».

#### Déclaration de guerre
Le 7 septembre 2021, le NUG déclare l'état d'urgence dans tout le pays et lance ce qu'il appelle une « guerre défensive du peuple » contre la junte militaire,. La déclaration de guerre a augmenté le nombre d'escarmouches et d'affrontements entre les milices PDF, les EAO et la junte militaire à travers le pays. Selon le NUG en septembre 2021, plus de 1 700 soldats du SAC sont tués et 630 blessés lors des combats au cours des trois mois précédents. Plusieurs affrontements majeurs ont eu lieu de septembre à octobre dans l'État Chin, la région de Sagaing, l'État de Kayah, la région de Magway et l'État shan,.
Le 18 septembre, l'armée nationale Pa-O, une milice pro-SAC active dans la zone auto-administrée Pa-O (en), aide le SAC à capturer une base de résistance près d'Aungban (en).
Fin septembre 2021, 8 000 habitants de la ville de Thantlang (en), dans l'État Chin, fuient vers le Mizoram, en Inde, après que leurs maisons soient incendiées par le SAC. Des embuscades des forces anti-SAC dans l'État shan tuent également au moins 20 soldats. Le 16 novembre 2021, les forces du SAC envahissent et capturent le camp de base du PDF de Kalay dans le sud-ouest de la région de Sagaing, tuant 2 combattants et capturant 9 médecins.
Le 7 octobre, les médias contrôlés par la junte rapportent qu'au moins 406 informateurs de la junte sont tués et 285 blessés depuis le 1er février lors d'attaques ciblées par les forces de la résistance.

### Conflit initial (septembre 2021-août 2022)

#### Campagnes de la saison sèche 2021-2022
Selon l'analyste Matthew Arnold, l'élan de la guerre civile franchit un seuil critique à la fin de la saison sèche de 2022, lorsque le sentiment révolutionnaire se transforme en une résistance sociale et armée plus large que le SAC ne peut plus réprimer. Vers la fin de 2021, les affrontements armés directs cèdent la place à davantage d'attentats à la bombe, d'engins explosifs et de mines terrestres. Les PDF, bénéficiant d'un fort soutien terrestre des communautés locales, attaquent des cibles gouvernementales vulnérables comme des postes de police, des avant-postes et des entreprises appartenant à l'armée. Grâce à cela, la résistance s'organise mieux : elle saisit des armes, suit des formations et communique entre ses unités grâce au NUG et aux EAO alliés. Selon l'Union nationale karen, environ 2 200 soldats et miliciens du SAC sont tués au cours du premier semestre de 2022.

##### Sud-est de la Birmanie

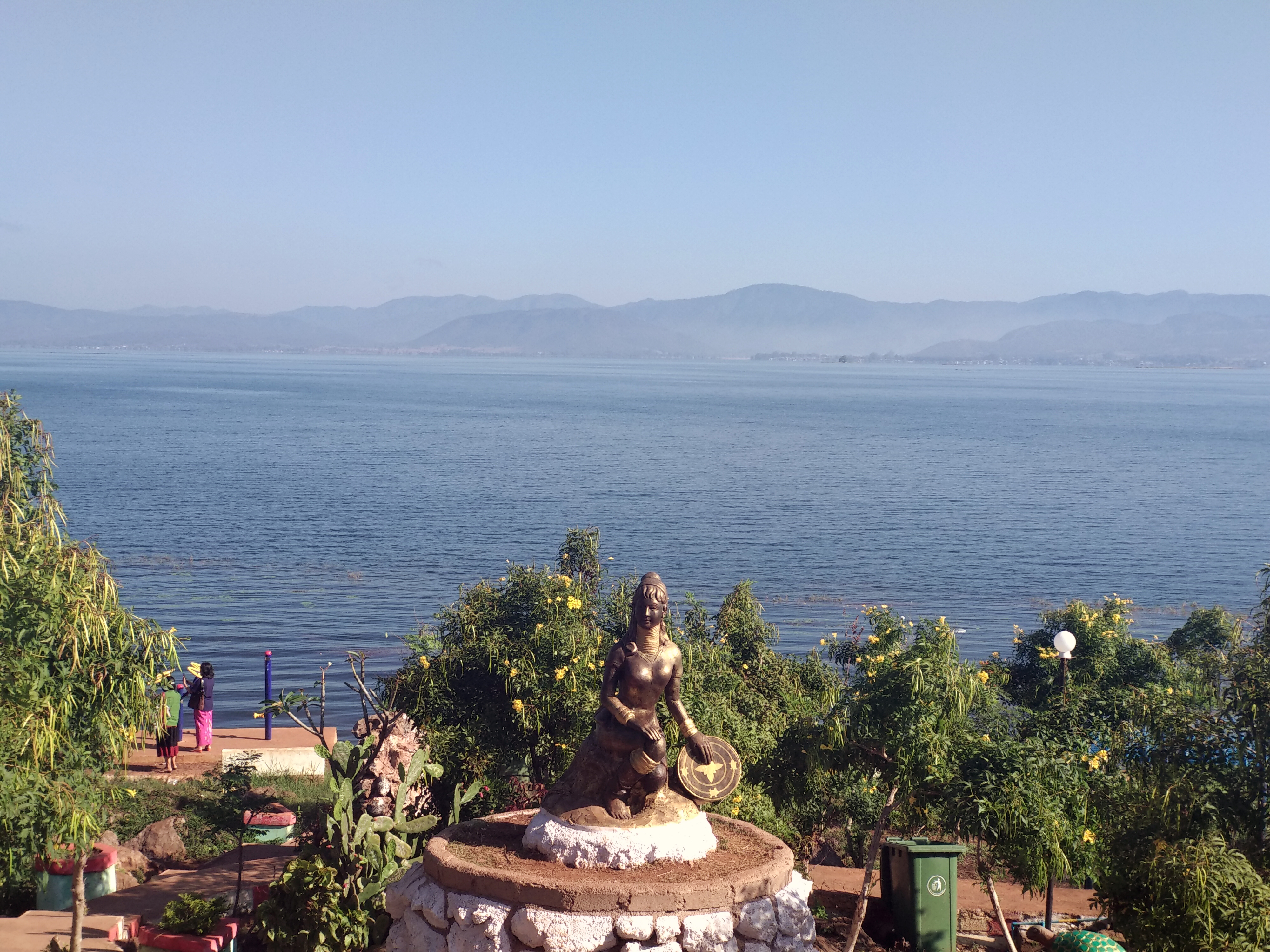
Réservoir de Mobye.

Le 17 novembre 2021, des dizaines de forces de la junte tendent une embuscade et capturent un avant-poste des PDF de Mobye (en) dans le canton de Pekon (en), dans l'État shan, forçant les soldats des PDF, en infériorité numérique, à battre en retraite. Au moins quatre soldats du SAC sont tués au cours d'un affrontement de quatre jours dans le canton de Hpruso avec les Force de défense des nationalités karenni (KNDF) et l'Armée karenni (en).
Le 14 décembre, environ 200 soldats de la Tatmadaw fouillent la ville de Lay Kay Kaw (en), contrôlée par l'Union nationale karen (KNU), près de la frontière thaïlandaise, arrêtant des personnes soupçonnées d'être des militants ou des membres du PDF. Le 20 décembre, les forces du SAC incendient dix-neuf maisons à Kunnar, dans le canton de Loikaw, après l'avoir prise aux KNDF la semaine précédente.
Le 24 décembre 2021, plus de 35 personnes sont massacrées lorsque leur convoi est pris en embuscade par les troupes de la junte à l'extérieur du village de Mo So (en), dans l'État de Kayah. Deux membres du personnel de l'organisation humanitaire Save the Children figurent parmi les victimes. Le Conseil de sécurité des Nations unies condamne l'attaque et appelle à une « enquête approfondie et transparente » sur l'incident,.
Tout au long des mois de février et mars 2022, la junte mène des frappes aériennes répétées contre des cibles civiles dans des villages dans les États shan et de Kayah. Le 17 février seulement, une vingtaine de soldats du SAC et 20 combattants de la résistance sont tués lors d'affrontements à Mobye, dans le sud de l'État shan. Des témoins décrivent des soldats pillant systématiquement des bijoux, de l'argent liquide, des véhicules et d'autres objets de valeur. Amnesty International qualifie ces actions de punition collective contre les minorités ethniques du pays.
Des combats éclatent dans certaines parties de la ville de Loikaw le 14 avril. Le nombre de réfugiés à la frontière thaïlandaise augmente après l'intensification des combats dans l'État de Kayin. Le 15 avril, les soldats de la junte subissent au moins 30 pertes après avoir été repoussés par le KNLA lors de la bataille de Lay Kay Kaw.

##### Centre de la Birmanie

Les Forces de défense du peuple combattent dans la région de Sagaing, en 2022.

Le cœur historique de la zone sèche de Birmanie connaît rarement de violence armée dans le conflit moderne en Birmanie depuis 1948 en tant que région agricole à prédominance bouddhiste et bamar. Les combats dans le théâtre de la zone sèche (en) du centre de la Birmanie qui commencent en 2021 changent cette trajectoire. Sans la présence des EAO, les groupes PDF bamar sont caractérisés comme des cellules locales agissant de manière autonome vers des objectifs simples et dirigés vers le coup d'État de 2021. Au cours de la saison sèche 2021-2022, les PDF commencent à travailler plus étroitement ensemble et à se coordonner vers des objectifs plus vastes. Début 2022, les forces de résistance combattent à Monywa, la capitale de la région de Sagaing. Les attaques de la résistance contre le SAC voient le SAC riposter contre les civils. Les attaques ciblées contre le personnel augmentent, tuant divers membres du SAC et détruisant du matériel. La PDF subit également des pertes, avec 12 combattants tués dans une bataille dans le canton de Khin-U. De nombreuses villes connaissent des affrontements violents lors du jour de l'Union de 2022. Mandalay connaît également des combats, avec des victimes des deux côtés.

##### Nord de la Birmanie
Tout au long de la saison sèche 2021-2022, divers groupes du nord de la Birmanie tendent des embuscades contre des avant-postes et des convois militaires. L'Armée pour l'indépendance kachin (KIA) et les PDF attaquent des convois dans les cantons de Mohnyin (en) et de Hpakant. En octobre, elles ferment également partiellement les opérations d'extraction d'or menées par les alliés du SAC. Après une embuscade près de Shwegu (en), la Tatmadaw riposte par des frappes aériennes et des attaques terrestres contre les bases de la KIA dans les cantons de Hpakant et de Mohnyin. Début février, la KIA attaque plusieurs bases militaires dans les États kachin et shan, et en incendie une dans le canton de Hpakant. Le SAC réagit en intensifiant ses frappes aériennes et en envoyant des renforts dans la zone.
La Force de défense du Chinland (CDF) et l'Armée nationale Chin (CNA) attaquent et tendent des embuscades aux avant-postes et aux convois dans les cantons de Matupi (en) et de Mindat (en). En décembre, la Tatmadaw reprend la ville de Thantlang aux CDF lors d'une offensive qui détruit plus d'un quart des bâtiments de la ville.
Le 14 janvier 2022, des unités du CNA pénètrent dans le village de Senam, au sud de Tamu, dans la région voisine de Sagaing, pour attaquer une base de l'Armée populaire de libération du Manipur (APL), basée en Inde. Après plusieurs heures de combats, entre 10 et 20 rebelles manipuris et un combattant de l'APL sont tués.

##### Rangoun et autres régions
Durant cette période, plusieurs cas de guérilla sont signalés en Birmanie, utilisant des explosifs artisanaux, dont plusieurs accidents ayant entraîné la mort de résistants. Le 17 juin 2021, un véhicule militaire explose dans le canton de Tamwe (en), à Rangoun, tuant plusieurs militaires. Le 14 décembre, les troupes de la Tatmadaw capturent 12 résistants présumés après l'explosion accidentelle de plusieurs bombes dans le canton de Hlaing Thar Yar (en), à Rangoun. La guerre urbaine étant devenue moins efficace, les forces de résistance commencent à cibler les responsables proches du SAC. Selon des sources proches du SAC, 367 responsables nommés par le SAC sont assassinés lors d'attaques ciblées entre février 2021 et février 2022. Les forces de résistance commencent également à cibler les domiciles de pilotes du SAC à Rangoun en réponse aux frappes aériennes contre des civils.
Des combats ont également lieu dans d'autres régions à majorité bamar. Le 31 janvier 2022, au moins 36 soldats du SAC sont tués dans des embuscades s'étendant sur trois jours dans les régions de Magway, Sagaing et Tanintharyi, ainsi que dans les États Chin, shan et de Kayah.

#### Diminution de l'intensité des combats lors de la mousson de 2022

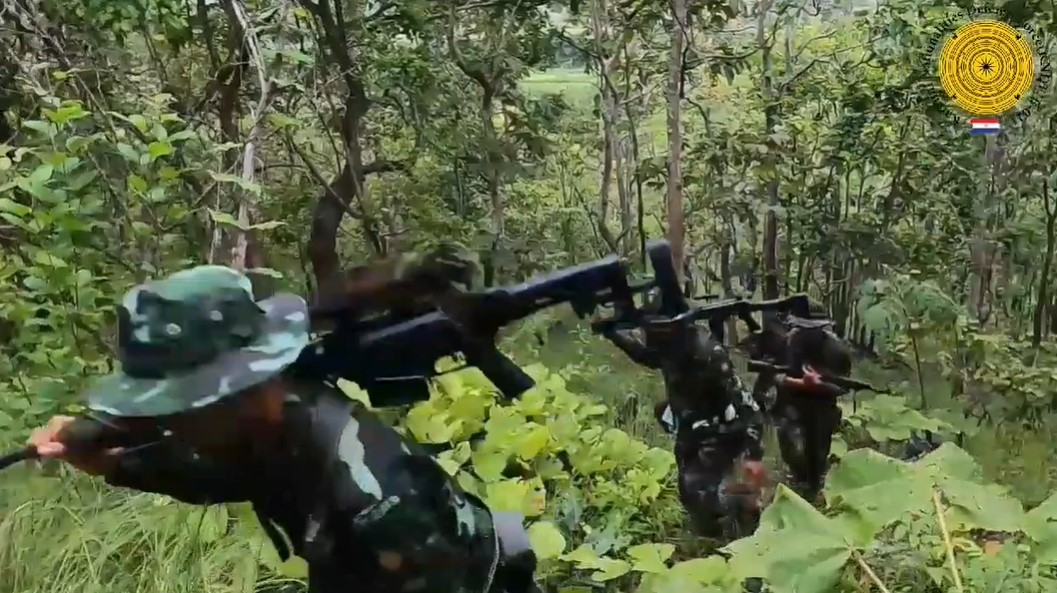
Soldats de la Force de défense des nationalités karenni, en septembre 2022.

L'intensité des combats diminue pendant la mousson. Les forces de résistance sont avantagées par les précipitations, car le SAC ne peut pas mener de frappes aériennes aussi facilement. En juin, les groupes de résistance prennent le contrôle de 40 à 50 % du pays. L'Armée d'Arakan affirme administrer la majeure partie de l'État de Rakhine avec un gouvernement indépendant. Le Front national Chin (en) et les CDF prévoient d'établir un nouveau gouvernement. La KIA et l'État Wa, une région neutre et indépendante de facto de la Birmanie, consolident des territoires étendus. Cependant, l'armée birmane conserve un contrôle étroit sur presque toutes les villes de Birmanie et sur la plupart des ressources naturelles du pays, dont d'importantes mines de jade. Pendant cette période, les PDF sont également incapables de dépasser les tactiques de guérilla rurale. Duwa Lashi La, président par intérim du NUG, cite le manque d'armes et de soutien international comme raisons de la prolongation du conflit.
Le 31 mai 2022, un attentat à la bombe fait un mort et neuf blessés près de la pagode Sule à Rangoun, la plus grande ville de Birmanie. Les médias d'État accusent les Forces de défense du peuple d'être responsables de l'attaque, ce que les PDF nient. Un affrontement survenu en juillet dans le canton de Pekon, dans l'État shan, tue également une quarantaine de soldats du SAC et 11 combattants des PDF.

##### Massacres et exécutions
L'armée déploie ses méthodes anti-insurrectionnelles éprouvées, selon ce qu'on appelle une « approche brutale », consistant à bombarder et à incendier des villages et à massacrer des civils pour débusquer les groupes rebelles. Cependant, cette approche s'avère inefficace, car elle ne réussit pas à consolider le pouvoir ni à dissuader la résistance.
Les forces militaires birmanes exécutent au moins 37 villageois lors du massacre de Mon Taing Pin (en) en mai 2022 après avoir bombardé le village de Mondaingbin (en), dans la région de Sagaing, avec de l'artillerie lourde. Les forces du SAC entrent dans le monastère bouddhiste local, enrôlent brièvement de jeunes villageois avant de les exécuter, ainsi que d'autres captifs, près d'un stupa.
Le 23 juillet 2022, le Conseil administratif d'État annonce avoir exécuté quatre prisonniers politiques, dont Zayar Thaw et Kyaw Min Yu (en), ce qui constitue la première utilisation de la peine capitale en Birmanie depuis la fin des années 1980. Les hommes sont accusés d'aider le mouvement de résistance. L'événement est largement perçu comme une provocation visant à aggraver le conflit en cours par la Tatmadaw. La communauté internationale, dont le secrétaire général des Nations unies, les pays du G7 et l'Union européenne condamnent fermement les exécutions.
Selon un rapport spécial de Radio Free Asia, les soldats du SAC, à la suite d'un raid dans le village de Se Zin, dans l'État kachin, en août 2022, incendient plus de 400 maisons, tuant au moins 15 personnes sur place, arrêtent quelque 400 personnes à Se Zin et dans ses environs, et environ 100 d'entre elles sont tuées (y compris lors d'un massacre extrajudiciaire) par les forces de sécurité entre août 2022 et janvier 2023, tandis que d'autres sont mortes en raison de conditions de détention horribles.
Le 16 septembre 2022, l'armée birmane tue 11 enfants et en blesse 17 autres lors du massacre de Let Yet Kone, dans le cadre d'une frappe aérienne menée contre une école de Let Yet Kone (en), dans la région de Sagaing. L'armée affirme que le village abrite des combattants de la résistance de la KIA et des PDF. L'attaque est largement condamnée par la communauté internationale, notamment par les Nations unies et l'Union européenne,.
Plus tard en septembre 2022, le général de brigade à la retraite Ohn Thwin, mentor du général Soe Win, vice-président du Conseil administratif d'État, est assassiné par des groupes de guérilla anti-SAC à Rangoun. Cet assassinat entraîne un renforcement des mesures de sécurité visant les hauts gradés du SAC.

#### Rupture du cessez-le-feu d'Arakan lors de la mousson de 2022
Début 2022, l'Armée d'Arakan et la junte s'affrontent à nouveau dans le nord de l'État de Rakhine. Le 8 février, elles s'affrontent à au moins deux reprises à Maungdaw, dans cet État. Les combats éclatent le 4 février lorsque les troupes de la junte lancent une attaque surprise contre un avant-poste de l'AA près des monts Letpan, au nord-est du village de Mee Taik, tuant une sentinelle de l'AA, selon le porte-parole de l'AA, Khaing Thukha. Trois heures d'affrontements sont également signalées le 6 février. Ces affrontements font craindre une rupture du cessez-le-feu informel entre l'AA et l'armée, en vigueur depuis novembre 2020. De nouveaux affrontements dans le nord de Maungdaw, dans la nuit du 7 février, font deux morts parmi les civils. Plusieurs soldats de la junte, dont un major, sont également tués lors de l'attaque.

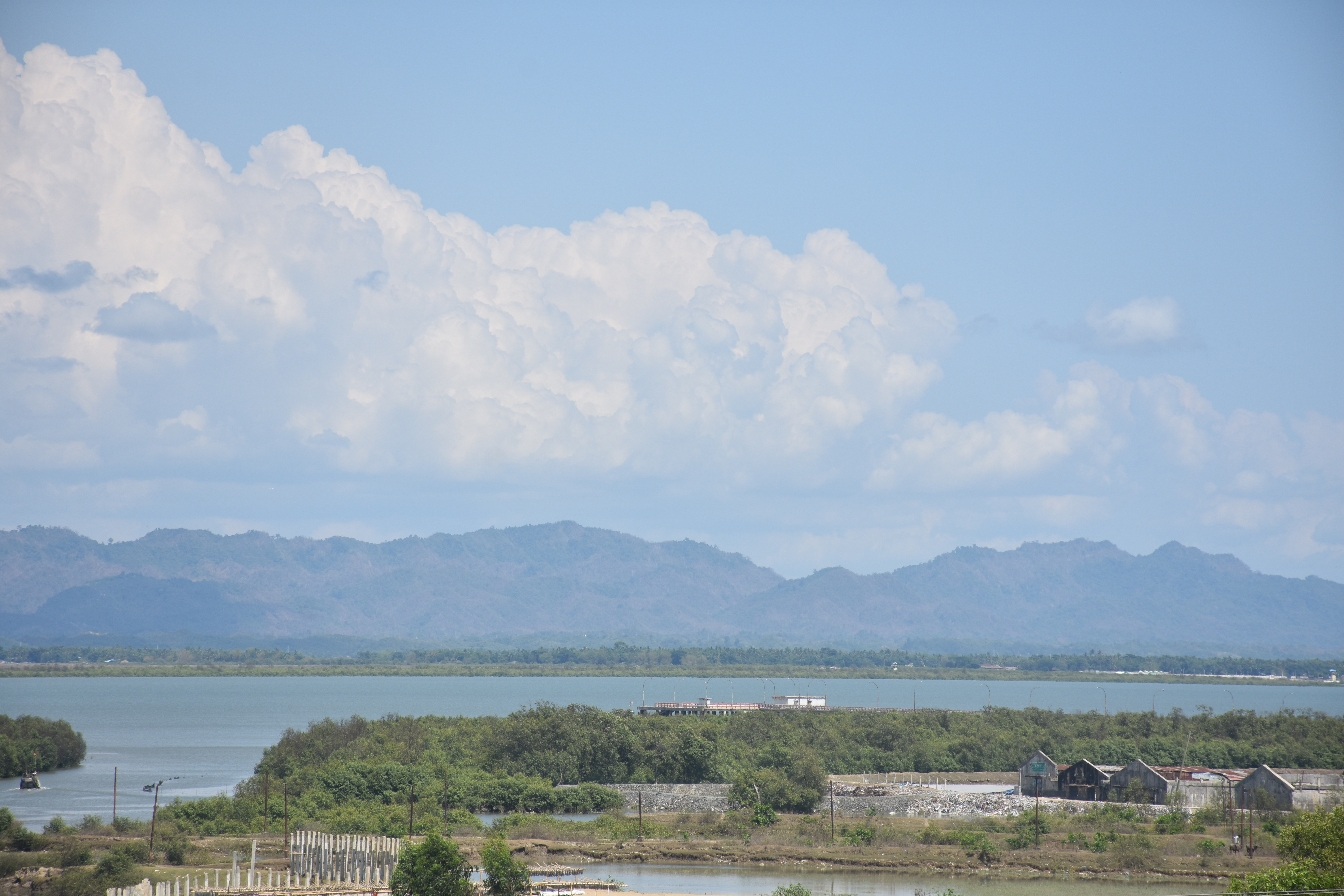
La frontière entre le Bangladesh et la Birmanie.

Entre juin et août 2022, le cessez-le-feu informel conclu fin 2020 entre l'Armée d'Arakan (AA) et la junte est rompu. L'AA a consolidé son contrôle pendant cette période, évité la violence initiale de la guerre et introduit de nombreux services publics et administrateurs locaux dans le nord de l'État de Rakhine. L'attention de l'armée étant détournée vers la résistance croissante ailleurs et le soutien populaire croissant à une alliance avec le NUG, l'AA cherche à étendre son influence dans le sud de l'État de Rakhine. La rhétorique du chef de l'AA, Twan Mrat Naing, devient plus provocatrice en juin, les porte-parole militaires déclarant que l'AA invite au conflit. Les affrontements armés reprennent en juillet après que la junte lance une frappe aérienne contre une base de l'AA dans l'État de Kayin, tuant 6 soldats de l'AA. L'AA riposte dans le canton de Maungdaw et dans l'ouest de l'État Chin fin juillet et début août. Fin août, les déplacements terrestres vers le nord de l'État de Rakhine nécessitent le passage d'une série de points de contrôle et tous les navires de transport public cessent leurs opérations en raison de blocus fluviaux et terrestres.
Le 16 août 2022, deux obus de mortier tirés par l'armée birmane atterrissent dans un camp de réfugiés rohingyas au Bangladesh, tuant un homme et en blessant cinq autres. Des hélicoptères de l'armée birmane pénètrent dans l'espace aérien bangladais pour attaquer l'Armée d'Arakan et tirer un obus dans l'espace aérien bangladais. Deux jours plus tard, le Bangladesh convoque l'ambassadeur de Birmanie, Aung Kyaw Moe, pour protester vigoureusement contre les violations terrestres et aériennes,. En octobre 2022, le ministre bangladais des Affaires étrangères, AK Abdul Momen (en), déclare que les bombardements frontaliers menés par la Birmanie ont cessé après sa rencontre avec l'ambassadeur de Chine au Bangladesh, Li Jiming.

### Escalade de la guerre civile (septembre 2022-novembre 2022)

#### Efforts de résistance accrus
À la mi-octobre 2022, le NUG publie une déclaration appelant à la victoire de la Révolution du Printemps d'ici fin 2023. Cet appel à l'action est suivi d'une intensification des combats par les forces de résistance dans les zones urbaines et dans le sud-est de la Birmanie. Cette évolution a lieu à la suite de l'incendie par la junte d'au moins 20 villages dans les régions de Sagaing et de Magway, dans le cadre d'une stratégie des « quatre coupes (en) » visant à attaquer les civils pour affaiblir les mouvements anti-régime. Selon les porte-parole de la résistance basés à Sagaing, de nombreuses victimes d'incendies criminels rejoignent ensuite la résistance. L'urgence de la résistance est probablement motivée par l'imminence des élections prévues par le Conseil administratif d'État. La nature fragmentée des éléments de base du PDF s'organise davantage en 2022 grâce au commandement du NUG et à la coopération avec diverses EAO, en particulier l'Armée pour l'indépendance kachin (KIA).
La Force de défense des nationalités karenni (KNDF) affirme en janvier 2023 que 1 692 soldats du régime et 211 combattants de la résistance ont été tués depuis le coup d'État de 2021, que 293 civils ont été tués par le régime et que 126 civils déplacés sont morts en fuyant leurs foyers dans les États de Kayah et shan en 2022.

##### Attaques des Highlands

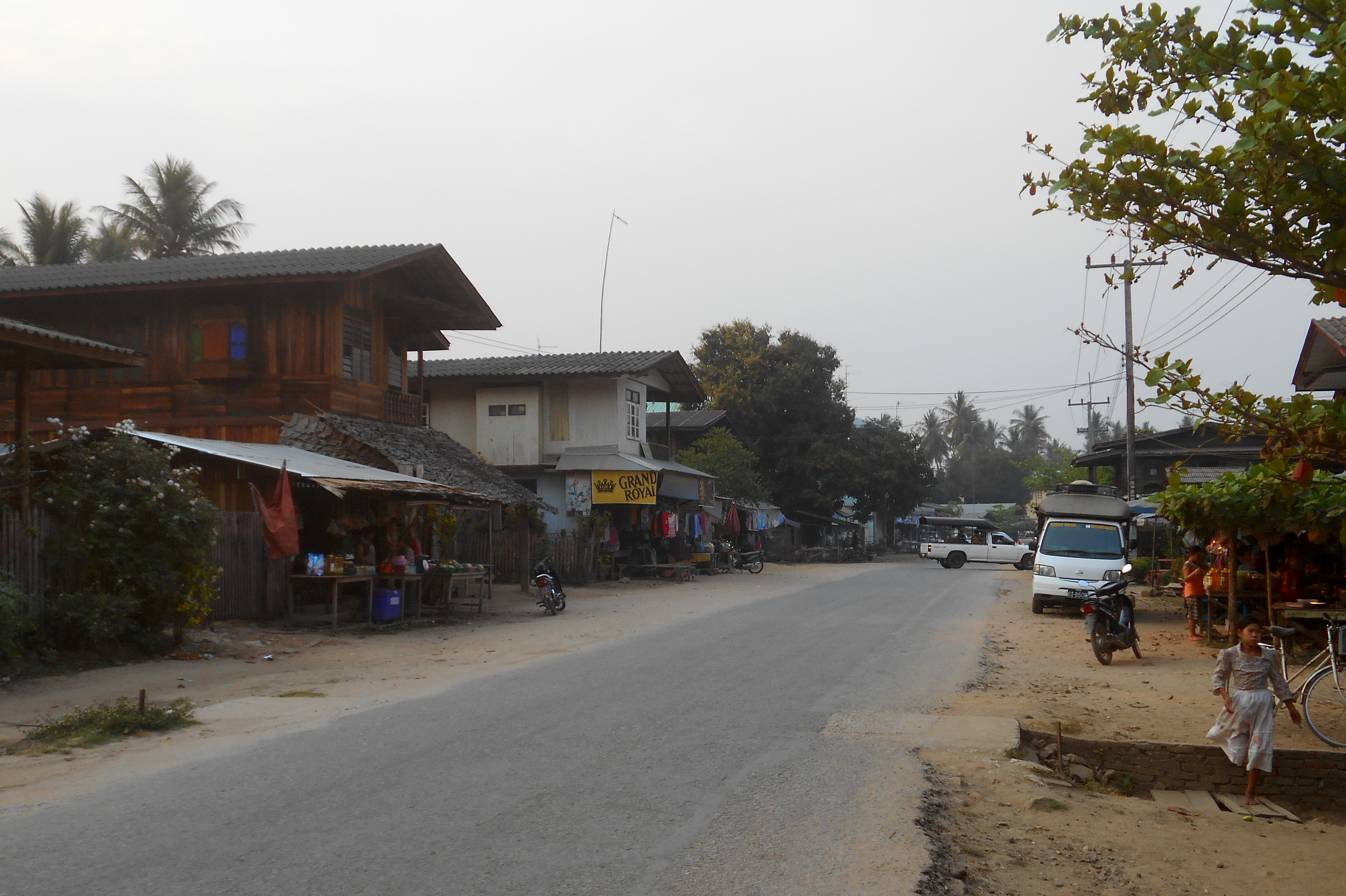
Une rue de Kawkareik.

L'Armée Karen de libération nationale (KNLA) intensifie les combats, assiégeant la ville principale de Kawkareik, à la frontière thaïlandaise, lors de la bataille de Kawkareik, le 21 octobre 2022. La bataille débute par des attaques surprises sur l'Asia Highway et contre des bureaux gouvernementaux dans la ville. Les forces de résistance semblent prêtes à prendre la ville, mais se retirent finalement deux jours plus tard après avoir subi des frappes aériennes de la junte et avoir stratégiquement éloigné ses troupes des positions proches,. Quatre jours plus tard, les forces dirigées par la KNLA prennent la base d'un bataillon d'infanterie légère de la junte dans le canton de Kyain Seikgyi.
Dans l'État shan, des affrontements entre les forces du PDF près du lac Inle et l'Organisation nationale Pa-O (en) (PNO) éclatent après que la PNO contraigne des villages à utiliser des hors-bords et à recruter des miliciens.

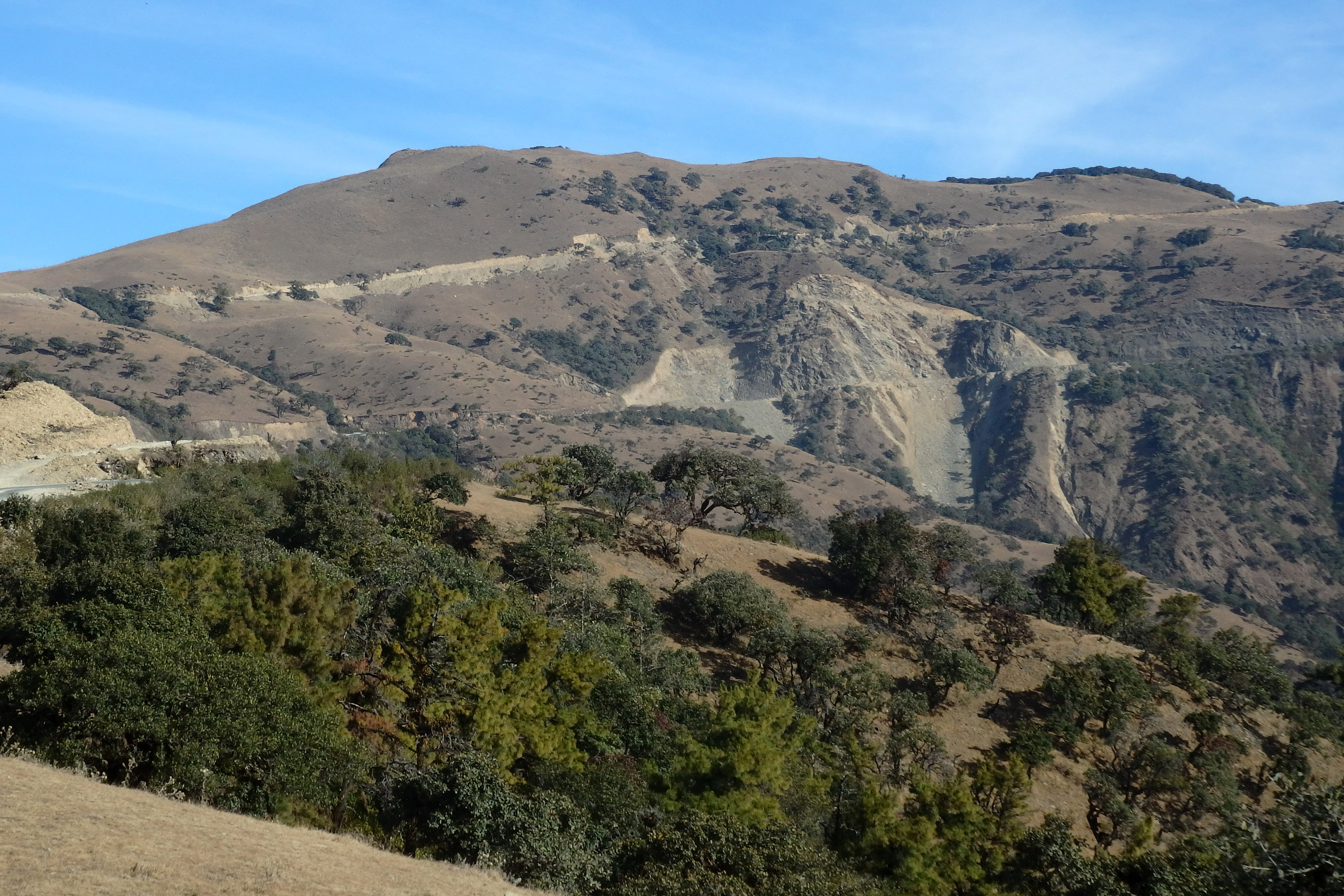
Vue de la route Kalay-Falam.

Fin 2022, les forces de résistance de l'État Chin utilisent des drones lors d'un siège d'une semaine contre un avant-poste du canton de Falam (en), tuant 74 % des forces de la junte stationnées, mais ne parvenant pas à prendre l'avant-poste face aux bombardements aériens. En février 2023, la CNA capture le commissariat de police de Thantlang et prend le contrôle de la ville. Dans l'État kachin, l'Armée des nationalités Shanni (en) (SNA) s'allie plus activement à la junte à mesure que le conflit entre la SNA et la KIA s'intensifie. En août, la SNA et l'armée birmane incendient des centaines de maisons dans l'État kachin, forçant la KIA à se retirer de la zone.
Les forces chins ciblent également des convois sur les routes de l'État. En mars 2023, la résistance chin, composée de la CNA, du CNDF et des CDF, tend plusieurs embuscades à un convoi du régime entre Kalay, Falam et Hakha, capturant et détruisant plusieurs véhicules blindés. Le NUG accorde aux forces chin combinées 400 millions de kyats pour la saisie de deux véhicules blindés. Le lendemain, les groupes attaquent un autre convoi de la junte transportant 80 soldats sur la route entre Matupi et Paletwa (en), tuant plus de 30 soldats de la junte. En avril, le CNDF attaque une base de la junte sur la route Kalay-Falam près de Varr, dans le canton de Falam, tuant onze soldats du régime et en capturant quatorze.

##### Attaques en plaine
En novembre 2022, la résistance s'intensifie dans la région de Bago. Dans le canton de Monyo (en), à l'ouest de la région, les PDF attaquent un bâtiment de police à l'aide de bombes à fragmentation. Dans l'est de Bago, 15 soldats de la junte sont tués lors d'un raid des PDF de Bago contre un poste de police du canton de Yedashe (en). Des milliers de civils fuient également le canton de Shwegyin (en) lorsque les forces de résistance conjointes de la KNLA et du NUG s'emparent de trois avant-postes militaires.

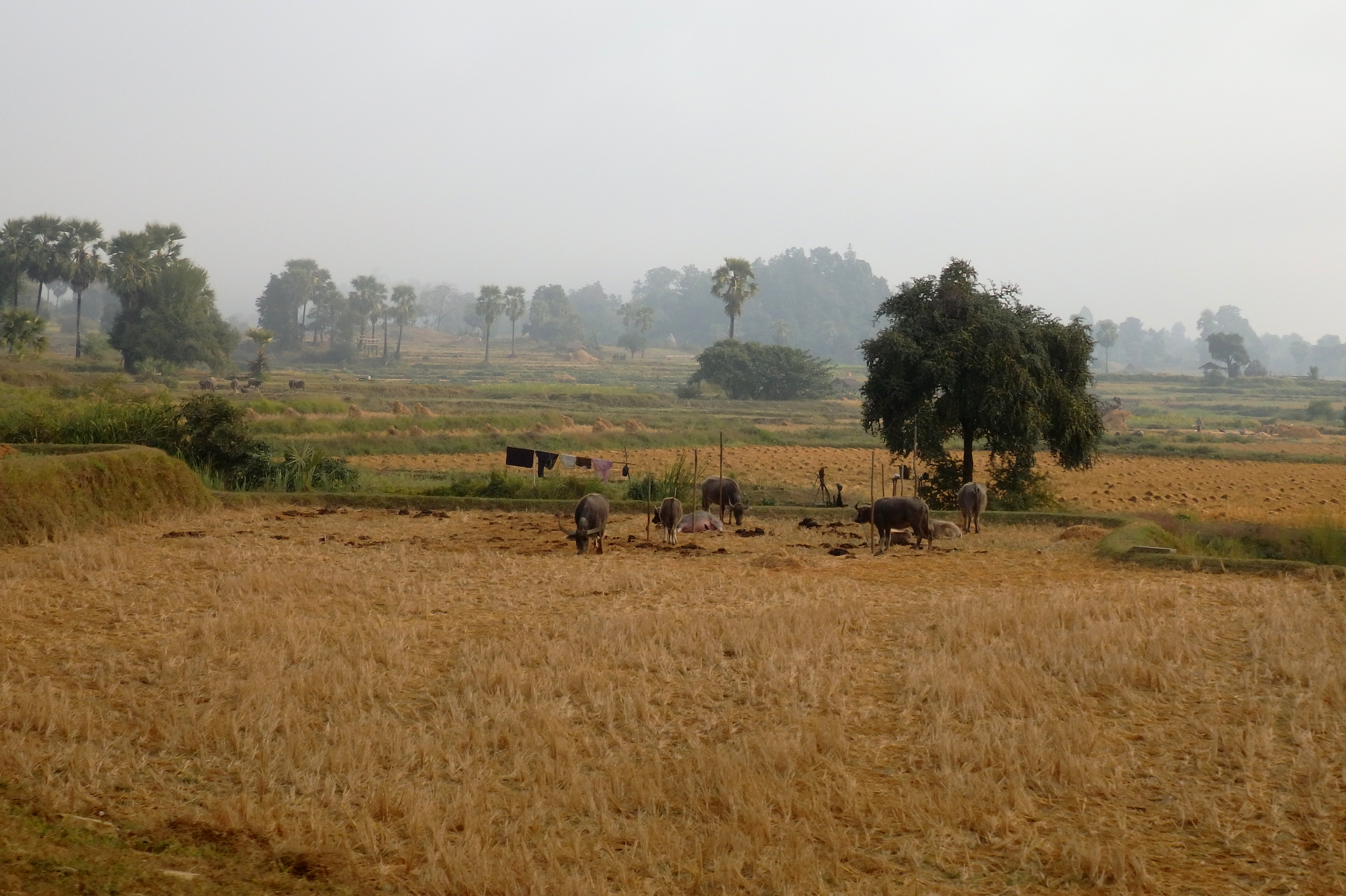
Une zone rurale près de Mawlaik, dans la région de Sagaing.

Début décembre, une vidéo montrant des membres des Forces de défense du peuple en train de frapper et d'abattre une femme est diffusée sur les réseaux sociaux. Le ministère de la Défense du NUG déclare que l'incident s'est produit en juin à Tamu, dans la région de Sagaing, et qu'une enquête est en cours après l'arrestation des auteurs.
Début janvier 2023, des groupes PDF du canton de Kani (en), dans la région de Sagaing, attaquent des navires de ravitaillement de la junte, tuant au moins 25 soldats. La junte utilise de plus en plus les voies navigables pour s'approvisionner, évitant les routes dans les zones tenues par la résistance. En avril 2023, une force combinée de PDF des cantons voisins s'empare de la base de la colline de Tower Taing, dans le canton de Kani, tuant 30 soldats de la junte et s'emparant d'armes,.
Début 2023, les PDF de Mandalay annoncent leur intention d'intensifier leurs opérations militaires. Aux côtés de la TNLA, ils s'engagent dans une série d'affrontements intenses avec les forces de la junte dans le canton de Nawnghkio (en), près de la frontière entre l'État shan et la région de Mandalay, tuant au moins 75 soldats de la junte et en blessant 60 autres. Une force combinée d'au moins 900 soldats de la junte et des milices pro-junte attaque les positions de résistance à l'aide d'attaques d'artillerie et de frappes aériennes pendant les affrontements, mais est forcée de battre en retraite.

##### Attaques urbaines
En 2023, le nombre d'attaques en zone urbaine augmente. En mars 2023, le groupe de guérilla urbaine Urban Owls assassine Minn Tayzar Nyunt Tin, un assistant juridique et chargé du blanchiment d'argent de la junte, lié à l'ancien commandant de l'armée de l'air, le général Myat Hein (en), à Thanlyin, près de Rangoun. Minn Tayzar Nyunt Tin contribue à la rédaction de la loi répressive sur la cybersécurité, considérée comme une violation des droits numériques, de la vie privée et de la liberté d'expression.

#### Représailles et atrocités de la junte
En octobre 2022, les combats et les escarmouches s'intensifient, la junte commettant plusieurs atrocités contre des civils. Le 21 octobre, les forces de la junte décapitent Saw Tun Moe, un professeur de lycée de Thit Nyi Naung (en), et empalent sa tête sur le portail à pointes d'une école administrée par le NUG après avoir incendié et pillé le village de Taung Myint (en), dans la région de Magway.

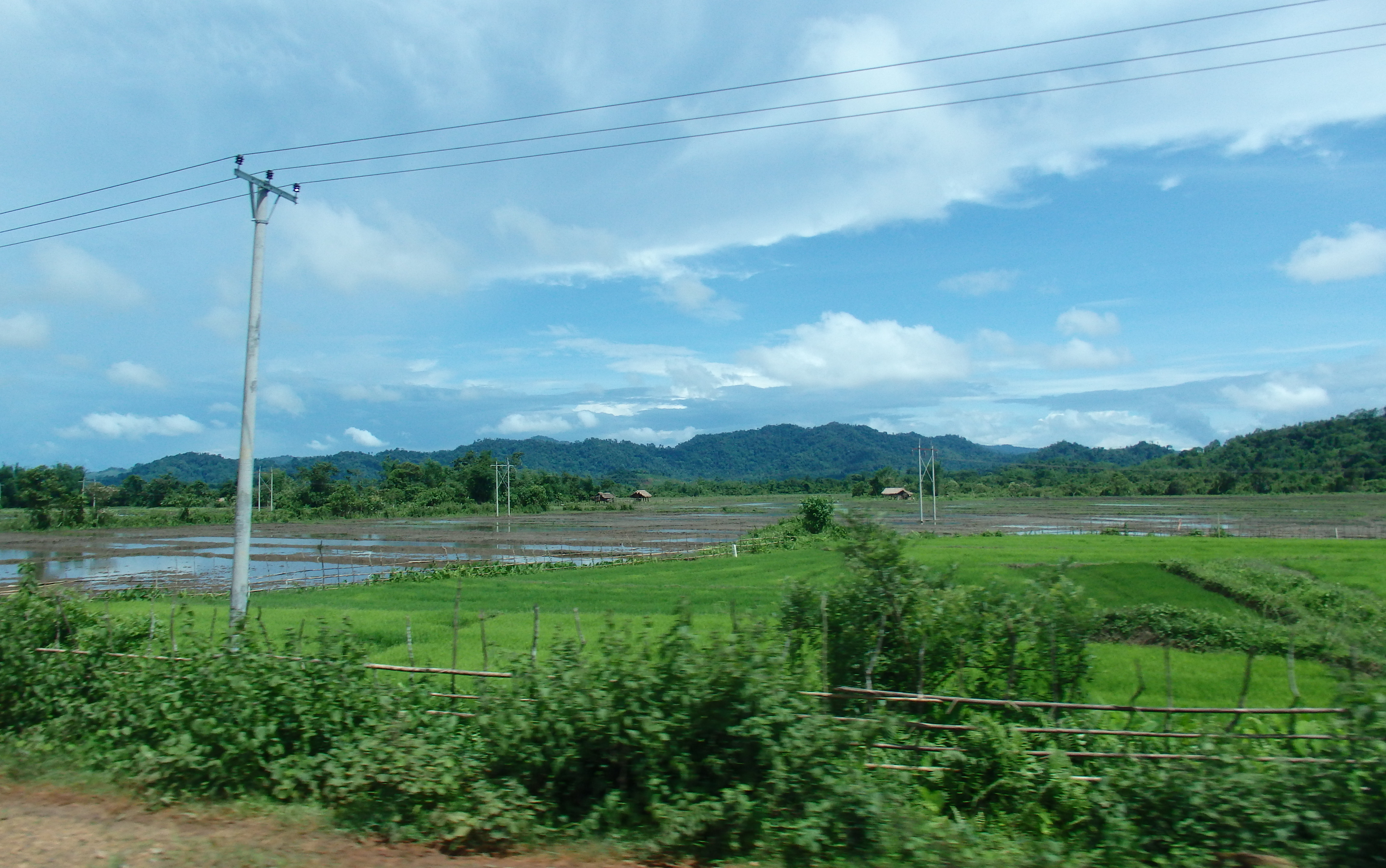
Canton de Mogaung, à l'est de Hpakant.

Deux jours plus tard, le 23 octobre, plus de 80 personnes sont tuées par une frappe aérienne dans le canton de Hpakant, au nord de la Birmanie, lors d'une célébration de l'anniversaire de l'Organisation pour l'indépendance kachin (en) (KIO). Au moins 80 civils sont tués, ce qui en fait l'attaque la plus meurtrière contre des civils depuis le début de la nouvelle guerre civile. La junte nie toute victime civile, tandis que les Nations Unies condamnent l'attaque.
En novembre 2022, la junte continue à brûler des villages dans la région de Sagaing, y compris le village natal du cardinal Charles Maung Bo, chef de l'Église catholique en Birmanie (en). Les soldats de la junte se cachent également dans des camions civils se faisant passer pour des travailleurs pour tendre une embuscade aux forces de défense locales dans le canton de Shwebo (en).
Le 2 février 2023, Min Aung Hlaing impose la loi martiale dans 37 cantons où sévissent une activité de résistance, affectant des millions de résidents.

##### Tactiques de la terre brûlée
En novembre 2022, la saison sèche permet un recours accru à l'armée de l'air birmane pour affaiblir la capacité des forces de résistance à maintenir leurs positions stratégiques et leurs avant-postes. Des bombardements aériens, des raids d'hélicoptères et des frappes d'artillerie suivent généralement les escarmouches une fois que les forces terrestres de la junte ont subi des pertes substantielles et se retirent. Une fois que les forces piégées sont soulagées par un soutien aérien, elles s'engagent dans une tactique de la terre brûlée. Les vétérans de la Seconde Guerre mondiale décrivent les destructions comme pires que celles de la campagne de Birmanie de la Seconde Guerre mondiale en raison du ciblage délibéré de villages civils. Le recours intensif aux forces aériennes s'accompagne d'une diminution de la capacité de la junte à combattre sur le terrain. Au cours de la semaine du 21 novembre, des attaques aériennes répétées de la junte le long de la frontière entre la région de Sagaing et l'État kachin tuent 80 personnes et perturbent les chaînes d'approvisionnement entre les deux régions de résistance. La campagne de la terre brûlée de la junte s'étend à travers le nord de la Birmanie, brûlant des bases et des villages qu'ils ne peuvent plus défendre. Des milliers d'habitants fuient pendant la campagne, tandis que des centaines de maisons sont détruites. Début 2023, une campagne de terre brûlée menée par la junte vise à sécuriser à nouveau la mine de cuivre de Letpadaung (en), dans le canton de Salingyi (en), pour les travailleurs étrangers chinois qui prévoient de partir en vacances.
Le 23 février 2023, les troupes de l'armée lancent une nouvelle offensive militaire dans la région de Sagaing, pillant et attaquant des villages au confluent de l'Irrawaddy et de la Mu. Au cours de cette offensive, les troupes de la 99e division d'infanterie légère exécutent au moins 17 villageois lors du massacre de Tar Taing.

### Impasse temporaire (novembre 2022-septembre 2023)

#### Cessez-le-feu d'Arakan denovembre 2022

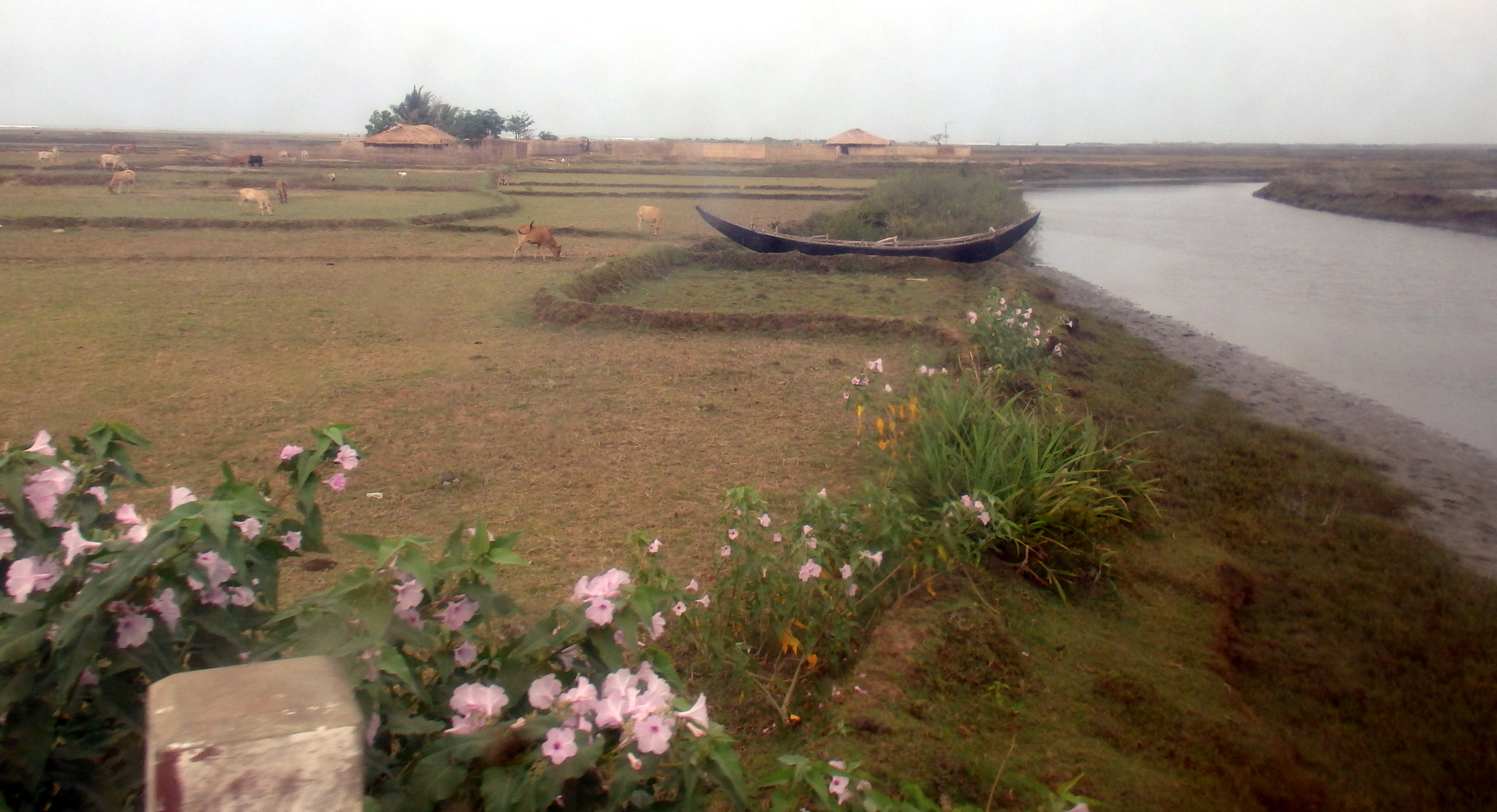
Champs dans le canton de Maungdaw, au nord de l'État de Rakhine.

Le 26 novembre 2022, l'Armée d'Arakan et la junte conviennent d'un cessez-le-feu temporaire à compter du 27 novembre. Ce cessez-le-feu est négocié par Yōhei Sasakawa de la Nippon Foundation. Les porte-parole de l'Armée d'Arakan affirment avoir accepté ce cessez-le-feu pour des raisons humanitaires, et non sous la pression internationale. L'Armée d'Arakan ne se retire pas des fortifications tenues au moment du cessez-le-feu. Les porte-parole de la junte déclarent qu'il s'agit de la première étape vers un cessez-le-feu permanent avec l'Armée d'Arakan. À la mi-décembre, les tensions restent élevées, les forces des deux camps restant déployées dans le nord de l'État de Rakhine.

#### Nouveaux fronts ultérieurs
Le 30 novembre, l'armée lance une offensive majeure contre l'Armée de l'Alliance nationale démocratique de Birmanie (Kokang), utilisant des armes lourdes sur une base près de Chinshwehaw (en), près de la frontière chinoise. Cette offensive se poursuit jusqu'au 2 décembre, mobilisant 500 soldats de la junte.
L'armée poursuit sa campagne dans le nord de l'État shan contre l'Armée de libération nationale Ta'ang (TNLA). Le 7 décembre 2022, la junte lance une offensive terrestre contre la TNLA lors de la bataille de Namhsan (en), utilisant des bombes aériennes. Après six jours de combats, la TNLA reprend quatre villages, tuant 70 soldats et en capturant 28 autres. Le 17 décembre, la junte se retire, affirmant avoir conclu un accord avec la TNLA et déclarant avoir eu l'intention de cibler les forces des PDF et non la TNLA. La TNLA rejette cette déclaration. La poursuite des affrontements fin décembre contraint plus d'un millier de civils à fuir vers Mogok.

#### Attaques de guérilla de 2023

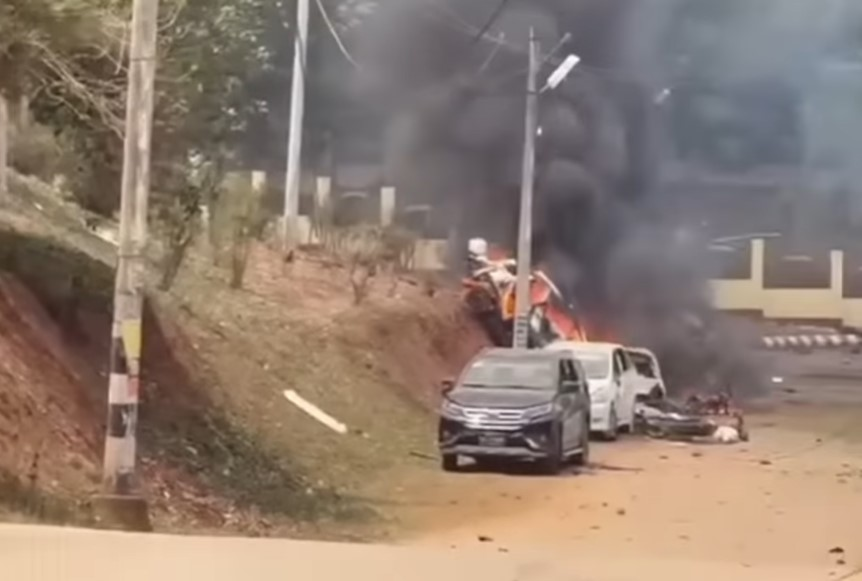
Voiture en feu à Lashio, en avril 2023.

Selon les analystes, début 2023, la guerre civile est dans l'impasse. Malgré plusieurs combats réussis, une importante disparité de pouvoir subsiste entre les forces de résistance conjointes et la junte. Les PDF et les EAO sont confrontées à des contraintes de ressources, car elles dépendent principalement des dons pour leur financement et de canaux clandestins pour acquérir des armes. La résistance a également de plus en plus recours à des attaques coordonnées de drones, comme le 27 août 2023, lorsque 11 groupes de résistance mènent conjointement des frappes de drones dans le canton de Sagaing (en), tuant 17 soldats.
Début avril, l'Armée de Kawthoolei (KTLA) lance une offensive contre Shwe Kokko, la base des gardes-frontières (BGF) de l'État Karen, en représailles à l'emprisonnement et à l'assassinat du porte-parole du groupe par la BGF. Après la capture annoncée de cinq bases de la BGF le 8 avril, l'offensive commence à s'essouffler. Suite aux contre-attaques de la junte et de la BGF, la KTLA est contrainte de battre en retraite, subissant de lourdes pertes. Par la suite, la KNU déclare qu'elle n'approuve pas ces attaques et qu'elle n'acceptera pas la présence de la KTLA sur son territoire.
Début juin 2023, le NUG annonce la formation du premier bataillon des PDF dans la région de Rangoun, le bataillon 5101. Le 19 juin 2023, le groupe de guérilla Urban Owls assassine Ye Khaing, directeur des opérations et chef de la sécurité de l'aéroport international de Rangoun, et ancien major de l'armée de l'air, devant son domicile dans le canton de Mingaladon (en), à Rangoun. Ye Khaing fournirait des informations à la junte et détiendrait des militants anti-junte au principal aéroport international de Birmanie. Urban Owls affirme également que Ye Khaing est un confident de Steven Law (en), le propriétaire de la société Asia World, qui exploite l'aéroport, et qu'il est un soutien majeur du régime avec le commandant en second, le général Soe Win.
Fin juin 2023, une force de résistance combinée du PDF et du KNLA prend le contrôle de la route nationale 8 (en) dans l'État Môn, installant des points de contrôle et arrêtant le personnel de la junte. Également en juin, le groupe de résistance Ye Belu, basé dans le canton de Ye (en), lance des attaques de guérilla successives contre la junte en juin 2023. Le 22 juin, ils attaquent un poste de contrôle de sécurité de la junte au pont de Chaung Taung, tuant quatre soldats et un fonctionnaire travaillant pour le ministère de l'Immigration et de la Population (en) de la junte à Lamaing (en). Le 26 juin, le groupe assassine un chef de milice Pyusawhti (en) à Duya (en), dans le canton de Ye. Deux jours plus tard, ils tendent une embuscade à un convoi militaire du commandement des opérations militaires no 19 de la junte, tuant cinq soldats et en blessant d'autres. Les attaques provoquent une rupture de l'administration de la junte dans le canton de Ye. Tous les bureaux administratifs de trois villes (Lamaing, Khawzar (en) et Ye) ferment.
Le 10 août 2023, les forces de la junte affrontent une coalition de plusieurs groupes rebelles à Thandaung, près de Naypyidaw. Les forces rebelles visent à s'emparer du quartier général de la 606e division d'infanterie légère. Le 15 septembre 2023, des membres de la Force de défense du Thandaung du Nord, accompagnés de l'unité de drones Lethal Prop, attaquent la base militaire d'Aye Lar, près de l'aéroport international de Naypyidaw, avec deux bombes artisanales. Il s'agit de la première attaque de drone documentée par les forces de résistance contre une base aérienne.
Les 31 août et 9 septembre, l'Armée révolutionnaire Zomi (en) (ZRA) attaque deux avant-postes de la Force de défense du Chinland (CDF) dans le canton de Tonzang (en), tuant deux soldats des CDF. Ces attaques ne sont pas les premières entre la ZRA et la résistance chin, qui s'affrontent depuis 2021, et ont lieu malgré la déclaration publique de soutien de la ZRA à la résistance anti-junte publiée en 2021.

#### Offensives de la mousson de 2023
En août 2023, le NUG affirme que 3 012 soldats de la junte sont tués entre janvier et juillet 2023. Dans le seul État de Kayah, 667 soldats de la junte militaire et 99 membres de la résistance sont tués. Dans une interview de septembre, Duwa Lashi La affirme que les forces de résistance ont pris le contrôle effectif d'environ 60 % du territoire de la Birmanie.
Début juin 2023, une force de coalition de la KNLA et d'autres forces de résistance tende une embuscade aux forces de la junte aux points de contrôle du pont Don Tha Mi, à la frontière des États Karen et Môn, infligeant de lourdes pertes. Le lendemain, des groupes de résistance attaquent le poste de police et les bureaux de la junte dans le canton de Kyain Seikgyi, dans l'État Karen, tuant 10 soldats de la junte et en blessant 15 autres. La junte riposte par des tirs d'artillerie et déploie des hélicoptères d'attaque, tuant deux civils locaux et un moine.
Dans l'État de Kayah, le 13 juin 2023, le Front national de libération du peuple karenni (FNKP), qui a conclu un cessez-le-feu avec la junte et est devenu une force de garde-frontières en 2009, rejoint ouvertement les forces anti-junte. Le FNKP commence à attaquer les positions militaires birmanes, s'associant aux KA, KNDF, KNLA et PDF, et s'emparant des avant-postes de la junte lors de la bataille de Mese (en). Les forces combinées prennent le contrôle du canton de Mese, dans l'est de l'État de Kayah. 430 soldats du bataillon d'infanterie légère, dont leur lieutenant-colonel commandant, se rendent à la résistance. Plus tard en juillet, les forces du KNLA et leurs alliés prennent la base de la junte sur la colline de Lat Khat Taung. Lors d'une tentative de reprise de la colline, 20 soldats de la junte sont tués et 34 blessés.
De juillet à septembre 2023, l'Armée de libération nationale Ta'ang et les Forces de défense du peuple de Mandalay mènent conjointement l'opération Kanaung contre les forces de la junte dans la région de Mandalay. Au cours de cette période, 76 soldats de la junte sont tués, 19 blessés et une importante quantité d'armes et de munitions est saisie,.

### Opération1027et offensives concomitantes (octobre 2023-janvier 2024)

#### Opération1027(Phase 1)
Le 27 octobre 2023, l'Alliance des Trois Fraternités lance une offensive baptisée opération 1027, ciblant les postes de contrôle et les bases de la junte près de Lashio et le poste frontalier de Phaung Seik, près de Chinshwehaw (en). Chinshwehaw tombe aux mains des armées ethniques. L'aéroport de Lashio et deux importants postes-frontières sino-birmans, près de Laukkai, sont fermés,. Au cours des trois jours suivants, les forces de la coalition capturent 57 bases, ce à quoi la junte répond par des bombardements aériens. Simultanément, l'AA engage le combat contre les forces de la junte dans le canton de Htigyaing (en), dans la région de Sagaing.
Le 30 octobre, Nawnghkio (en) tombe sous le contrôle limité de la TNLA et des PDF de Mandalay et 41 combattants de la junte à Kunlong se rendent à la MNDAA. Le lendemain, les forces combinées de l'AA et de la KIA capturent la base de Gangdau Yang sur la route Myitkyina-Bhamo. Un convoi de la junte arrive le lendemain pour renforcer Nawnghkio, mais les forces de la TNLA et des PDF font exploser un véhicule blindé, emportent des armes et des prisonniers de guerre. Le convoi bat en retraite et établit un camp dans le sud-ouest du canton de Nawnghkio (en), qui est attaqué par les forces rebelles le lendemain matin. La junte reconnaît avoir perdu le contrôle de trois villes du nord de l'État shan, dont Pang Hseng (en). La TNLA, la MNDAA et l'AA déclarent contrôler quatre villes, dont Hsenwi.

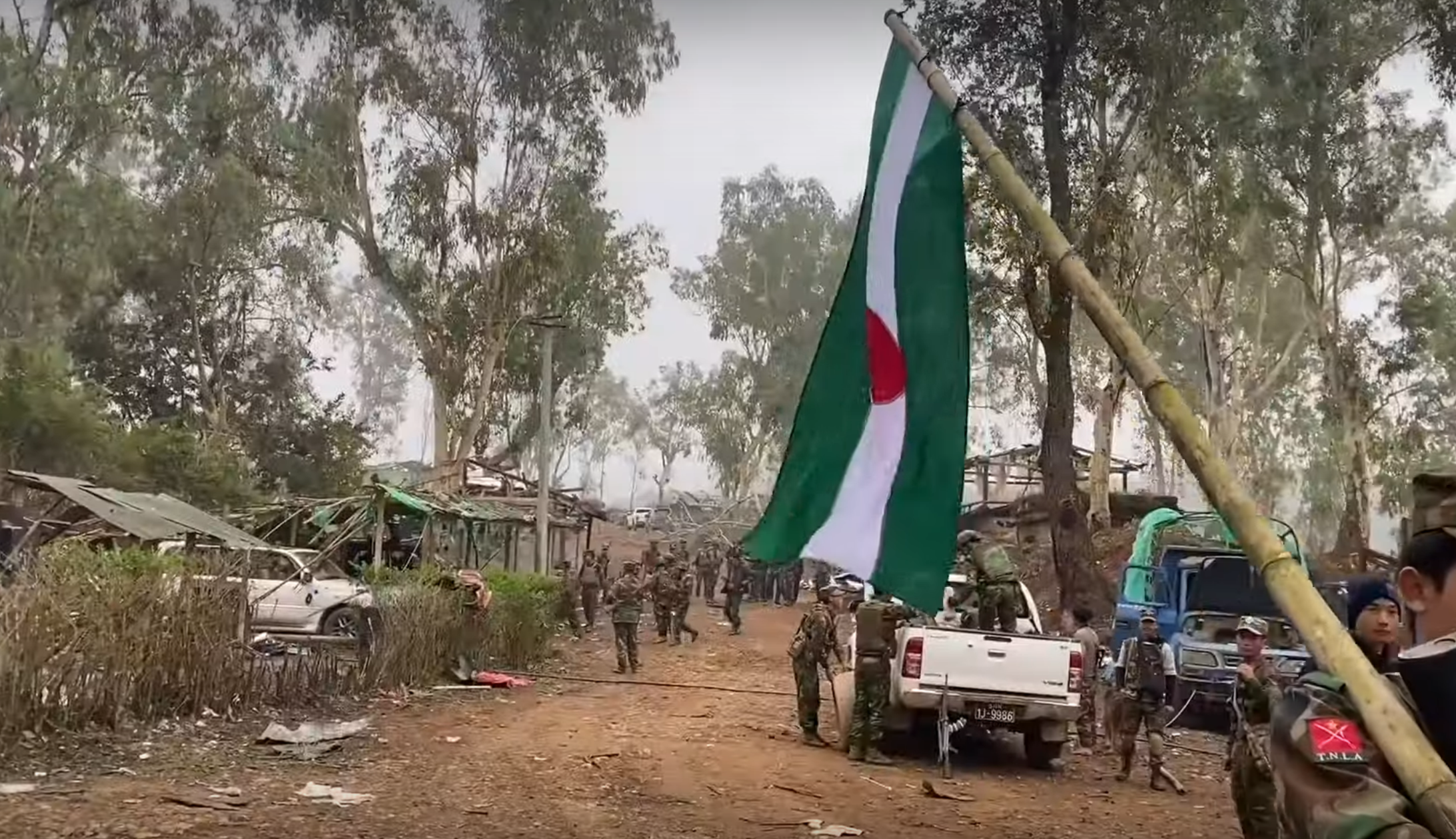
La TNLA capture la ville de Namkham dans l'État shan.

Le 6 novembre, les forces de la TNLA saisissent des ponts et des portes routières près de Namkham, dans l'État shan, et prennent la ville après un assaut de trois jours. Kawlin (en) tombe également aux mains de la coalition, marquant la première capitale de niveau district saisie au cours de l'opération. Au cours des trois jours suivants, la coalition prend Khampat (en), Kunlong et Monekoe (en) dans le nord de la Birmanie, rétablissant les fonctions du gouvernement local après avoir sécurisé les villes,,. Ils prennent également la base de Panlong dans le canton de Kunlong, tuant le général de brigade Aung Kyaw Lwin dans la bataille, et le pont stratégique de Goktwin près du viaduc de Gokteik sur la principale autoroute Mandalay-Chine.
Le 17 novembre, la TNLA s'empare de la base de Sakhan Thit Kone, dans le canton de Namkham (en), mais la perd le lendemain lors d'une offensive de la junte. La TNLA accuse cette dernière d'avoir utilisé des bombes chimiques lors du contre-siège. En décembre, la TNLA s'empare de Namhsan (en) et de Mantong (en), reprenant ainsi la zone auto-administrée Pa Laung (en), alors sous le contrôle de la junte,.
Le 29 novembre, le Parti du progrès de l'État shan (en) (SSPP) et le Conseil de restauration de l'État shan (RCSS) déclarent une trêve entre leurs armées respectives en réponse à l'opération, le SSPP déclarant que les deux armées « [avaient l'intention] de s'unir à l'avenir ».
Début décembre, la Tatmadaw contacte la Chine pour qu'elle fasse pression sur l'Alliance des Trois Fraternités afin qu'elle mette fin à l'opération 1027. Le 11 décembre, la Chine aide à organiser des pourparlers de paix entre la Tatmadaw et divers groupes rebelles, dont l'Alliance des Trois Fraternités. L'Alliance des Trois Fraternités annonce plus tard le 13 décembre que ces pourparlers de paix « n'avaient duré que 10 minutes » et jure de poursuivre les combats.
Fin janvier 2024, BBC News déclare que « l'impasse sanglante de deux ans » de la guerre civile semble « avoir été brisée » avec le succès de l'offensive des trois armées ethniques dans le cadre de l'opération 1027.

##### Offensive de l'Armée d'Arakan

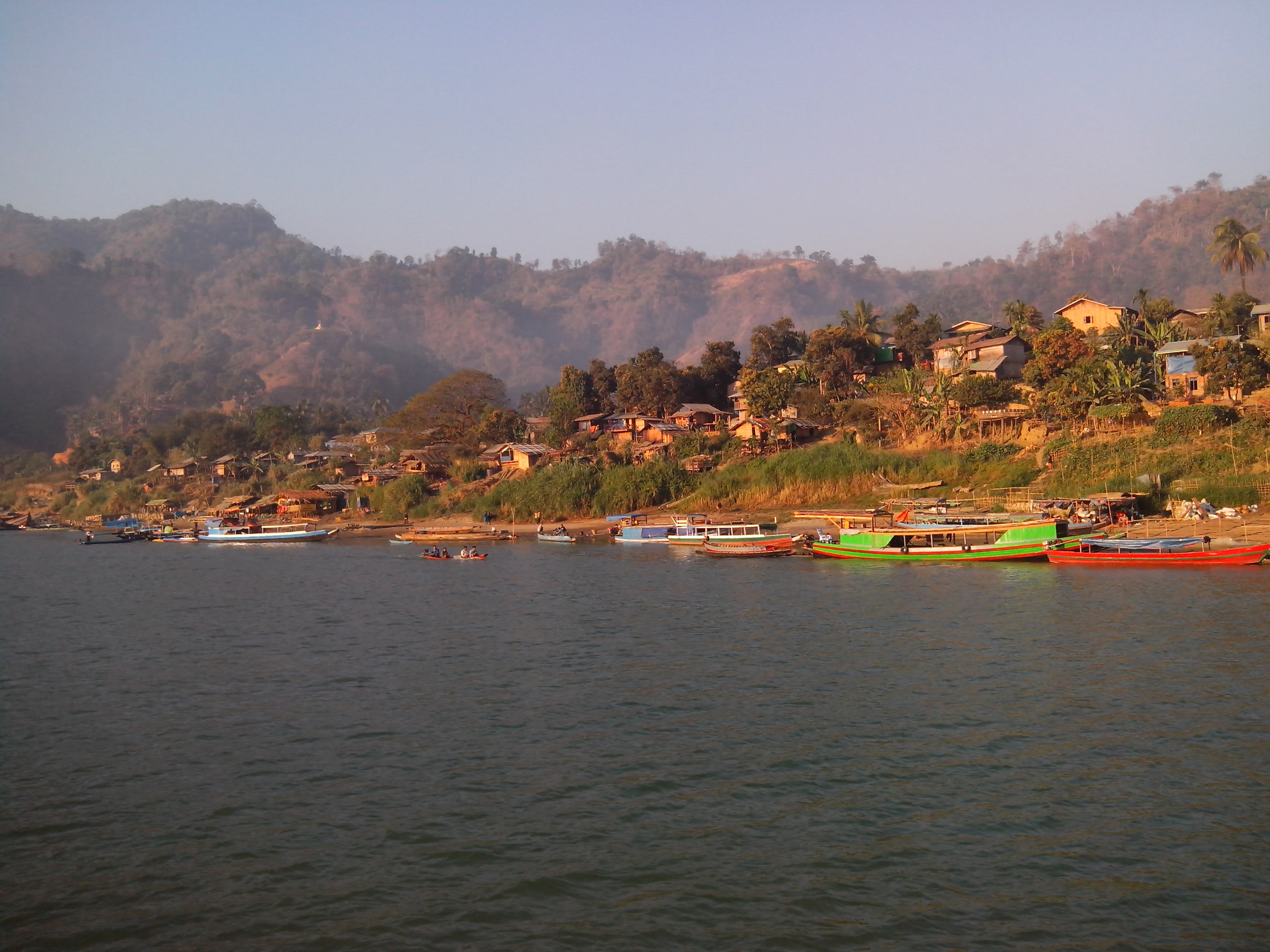
Paletwa vu de la rivière Kaladan, en 2015.

Le matin du 13 novembre 2023, dans le cadre de l'opération 1027, l'Armée d'Arakan (AA) attaque deux postes de police des gardes-frontières dans le canton de Rathedaung, rompant ainsi l'accord de cessez-le-feu de l'État de Rakhine entre la junte et l'Armée d'Arakan. Le camp de Dong Paik est pris à 6 h 30. Le 14 novembre, la junte a déjà abandonné une quarantaine d'avant-postes dans l'État de Rakhine après les attaques de l'Armée d'Arakan, mais peu d'entre eux passent sous son contrôle immédiat. Des dizaines d'agents de sécurité birmans se rendent à l'Armée d'Arakan le lendemain.
Le 14 novembre, l'Armée d'Arakan lance une offensive dans le canton de Paletwa, dans l'État Chin voisin. Elle accuse la Tatmadaw d'avoir utilisé des armes chimiques lors des combats qui suivent.
La nuit suivante, l'Armée d'Arakan lance une attaque sur Pauktaw (en), s'emparant du poste de police du canton. Le lendemain matin, l'Armée d'Arakan prend le contrôle de la ville. La junte envoie deux hélicoptères de combat, soutenus par la marine, pour riposter, notamment sur des habitations civiles, à l'aide de mitrailleuses lourdes. La proximité de Pauktaw avec Sittwe, la capitale de l'État de Rakhine, constitue une menace pour la junte. Les forces de la junte arrêtent une centaine d'habitants incapables de fuir et se positionnent pour encercler la ville, utilisant deux navires de guerre pour bloquer le port.
Le 6 décembre, l'Armée d'Arakan s'empare d'une importante base militaire dans le canton.

##### Bataille de Laukkai

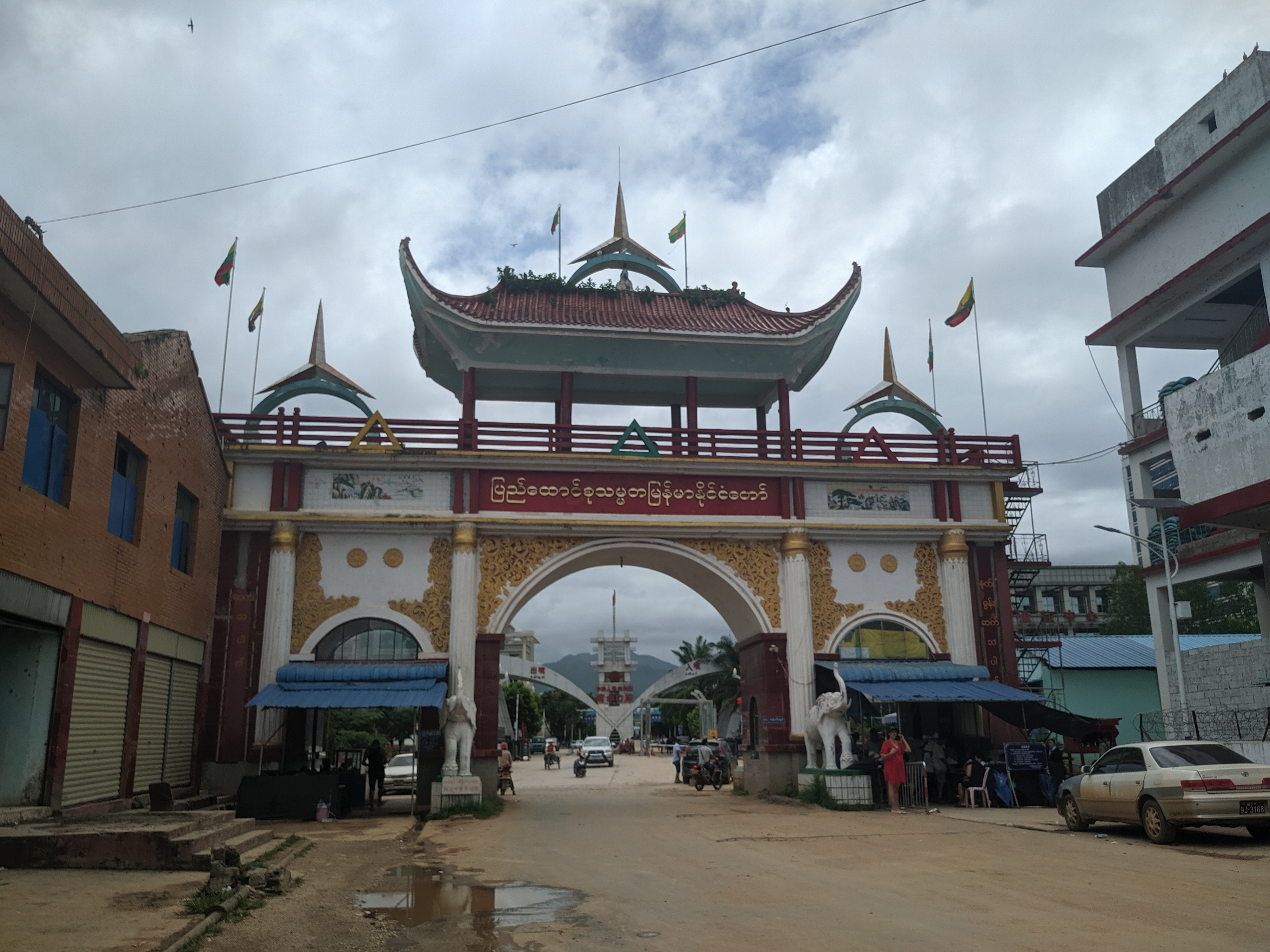
Porte frontière Chine-Birmanie près de Laukkai.

Fin novembre et décembre, l'Armée de l'Alliance nationale démocratique de Birmanie (MNDAA) se rapproche de Laukkai, la capitale de la zone auto-administrée de Kokang (en). Elle prend plusieurs positions stratégiques aux forces de la junte lors de la bataille de Laukkai qui suit. Les forces de la MNDAA attaquent les bases de la junte autour de la ville début décembre. Le 26 décembre, quatre-vingt-dix soldats de la junte se rendent à la MNDAA et, deux jours plus tard, les bombardements d'artillerie sur Laukkai cessent, la ville tombant en grande partie sous le contrôle de la MNDAA. Le 5 janvier 2024, la MNDAA prend le contrôle du quartier général du bataillon de la junte à Laukkai et prend le contrôle total de la ville.
Quelques jours plus tard, l'Alliance des Trois Fraternités (3BA) affirme avoir capturé les villes de Kutkai (en) et Theinni le 8 janvier après avoir pris les postes militaires de la junte dans ces villes, y compris le quartier général du 16e commandement des opérations militaires à Theinni. Le 23 janvier, la Tatmadaw condamne à mort trois des généraux de brigade qui se sont rendus à Laukkai et les trois autres à la prison à vie, en vertu de la loi militaire.
À la suite de ces gains et de la chute de Laukkai, le 12 janvier, la Chine annonce avoir négocié un autre cessez-le-feu entre la junte et le 3BA, connu sous le nom d'« accord de Haigeng ». Les deux parties conviennent de désengager le personnel et de ne pas compromettre la sécurité des résidents chinois frontaliers. Cependant, le lendemain, la TNLA signale que la junte a rompu son accord en lançant des frappes aériennes dans les cantons de Lashio (en) et de Kyaukme (en).

##### Réponse défensive de la Tatmadaw

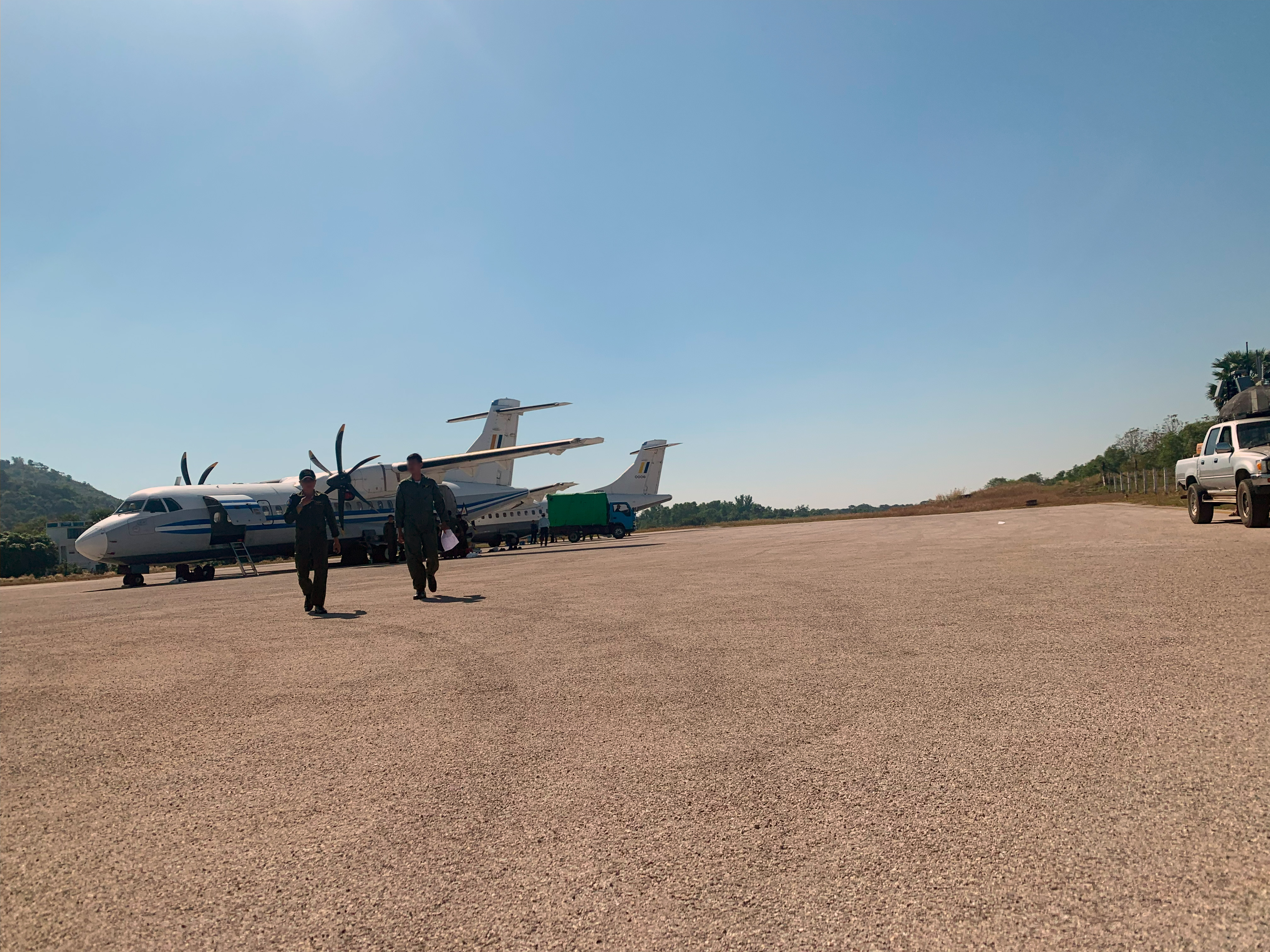
Deux ATR-42 de l'armée de l'air birmane à l'aéroport de Mawlamyine.

L'Irrawaddy rapporte le 22 novembre 2023 que la Tatmadaw prépare 14 000 soldats pour la défense de Naypyidaw, notamment en déplaçant des troupes d'autres régions vers la capitale et en mobilisant des fonctionnaires. Ces préparatifs débutent peu après le lancement de l'opération 1027 contre la Tatmadaw. De plus, la Tatmadaw prépare 10 000 soldats pour la défense de Mandalay, Pégou et Rangoun. Des travaux de fortification commencent également, les commissariats de police de Naypyidaw « préparant également des blocs de béton, des sacs de sable et d'autres matériaux nécessaires pour transformer les bases défensives en quelques jours seulement ».
Ronan Lee (en), professeur à l'université de Loughborough, déclare que les récents renversements stratégiques, les pertes territoriales à l'échelle nationale et le déclin économique signifient que l'élan s'est fortement détourné de la junte birmane, et que la junte « pourrait désormais être dans une spirale mortelle ».

#### Opérations simultanées
L'opération 1027 est soutenue par plusieurs opérations simultanées menées par d'autres groupes anti-junte ailleurs dans le pays, notamment dans les régions orientales de l'État shan et de l'État de Kayah. Dans le nord de l'État shan, le KNLA et le PDF affrontent la Tatmadaw autour de la ville de Kawkareik fin octobre 2023. Dans le canton de Mese (qui fait partie de l'État de Kayah), le KNPLF, le KA (en) et le KNDF lancent une opération militaire conjointe appelée opération 1107 qui capture plusieurs postes frontières à partir du 7 novembre,. Quatre jours plus tard, ils lancent la grande opération 1111 (en) contre Loikaw, la capitale de l'État de Kayah. Les opérations militaires à Kayah déplacent des dizaines de milliers de civils, en particulier de Loikaw. Après plus d'un mois de violents combats, les forces rebelles ont pris le contrôle de 85 % de la capitale. Néanmoins, les combats se poursuivent en janvier. Cependant, à la fin du mois de janvier, l'offensive sur Loikaw est en grande partie au point mort.
D'autres forces anti-junte lancent l'opération Taungthaman (en) dans le canton de Madaya (en), dans la région de Mandalay. Le 13 novembre, des combats éclatent dans le village de Kinn, à l'est du canton de Madaya, entre la TNLA et la junte, qui riposte par des frappes aériennes et d'artillerie, puis en incendiant le village. Le 28 novembre, les forces des PDF et de la TNLA prennent une base de la junte dans le canton. La TNLA soutient également les opérations par des attaques dans les cantons de Nawnghkio (en) et de Kyaukme (en), dans le sud de l'État shan, afin d'empêcher les renforts de la junte d'atteindre le village.

#### Offensive Chin

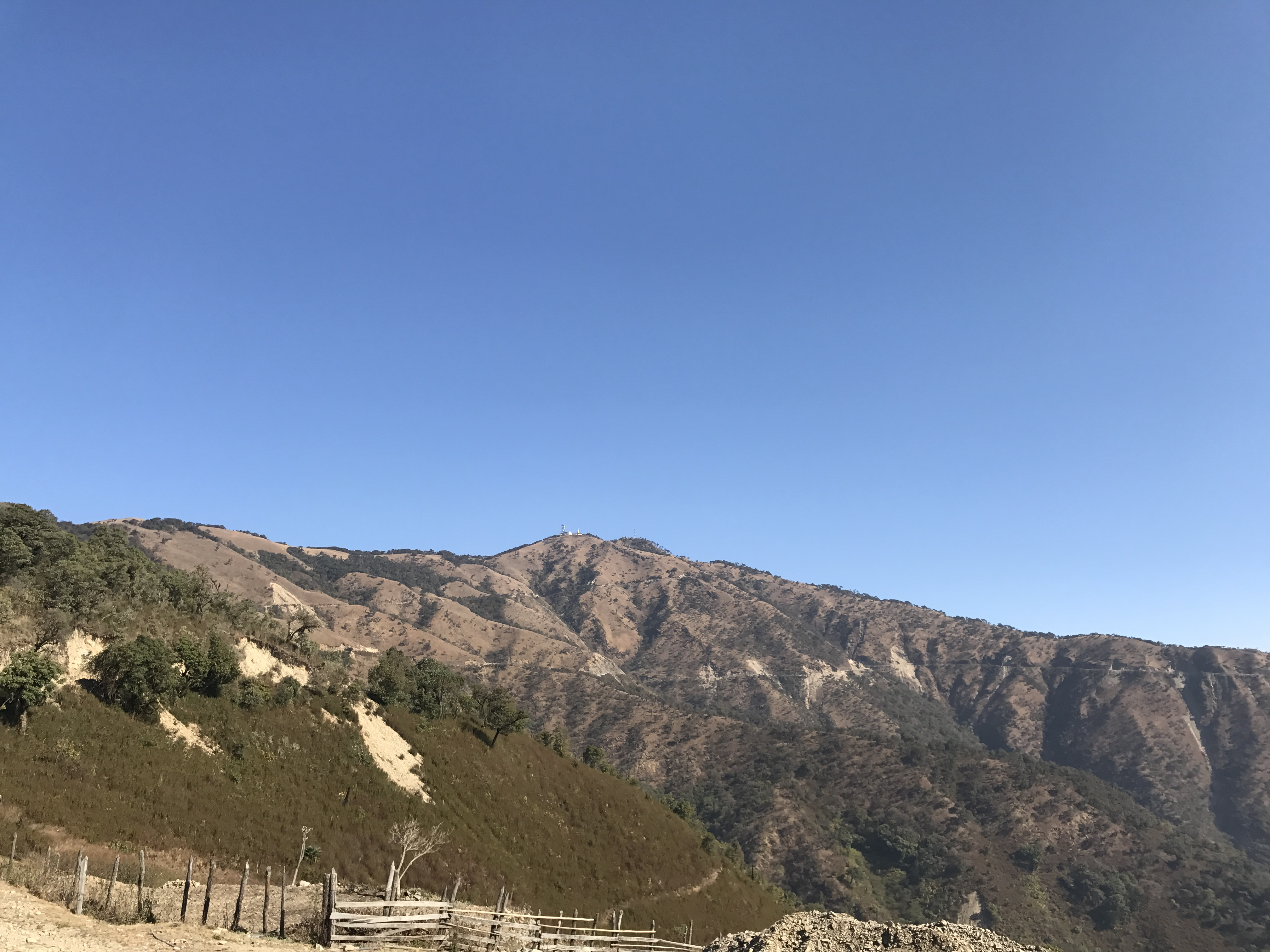
pic Kennedy, dans l'État Chin.

Le matin du 13 novembre 2023, après deux jours de combats, l'Armée nationale Chin (CNA) et les unités locales des Forces de défense du Chinland (CDF) prennent la ville de Rikhawdar (en), à la frontière indo-birmane. Il s'agit de la première ville prise par les forces de résistance dans l'État Chin depuis le coup d'État. Au moins 40 soldats et policiers de la junte fuient vers l'État indien du Mizoram, où ils se rendent et sont finalement rapatriés. La Force de défense nationale Chin (CNDF) prend un camp de la junte à la frontière du Mizoram deux jours plus tard. La semaine suivante, le 21 novembre, des unités locales des PDF du Zoland prennent une base militaire sur le pic Kennedy (en), la deuxième plus haute montagne de l'État Chin. La semaine suivante, la CNA et ses alliés capturent Lailenpi et Rezua (en), dans le canton de Matupi (en).
Le 6 décembre 2023, le Front national Chin (en) ratifie la Constitution du Chinland, proclamant l'État du Chinland.
Le 17 janvier 2024, le camp de Taingen sur la route de Falam menant à la frontière indienne est capturé, les forces de résistance Chin s'emparant d'armes et de munitions. Le 20 janvier 2024, après que plus de 600 soldats de la junte et réfugiés traversent la frontière indo-birmane, le gouvernement indien annonce un plan visant à clôturer toute la frontière.

### Nouveau paysage conflictuel (janvier 2024-mai 2024)
Après la chute de Laukkai et les graves menaces pesant sur la junte de la part de l'Alliance des Trois Fraternités, la guerre se transforme en un paysage plus multipolaire, les zones frontalières étant saisies par de puissants groupes anti-junte, ce qui a des conséquences importantes sur les relations extérieures de la Birmanie (en). Les groupes extérieurs à l'alliance profitent de la situation, mais restent limités par des relations tendues et une coordination limitée.

#### Intensification de l'offensive de l'État de Rakhine

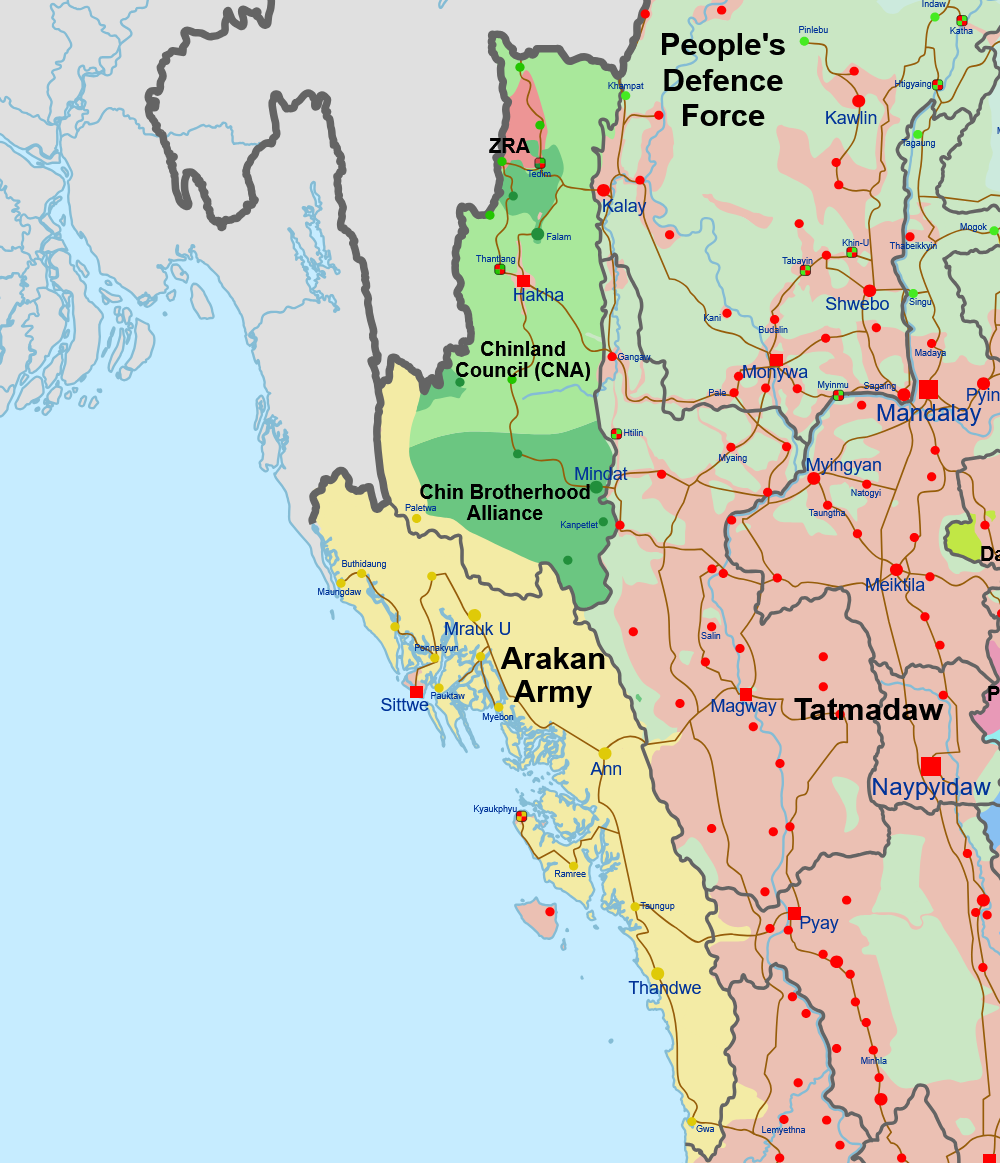
Carte des gains réalisés par l'Armée d'Arakan depuis 2023.

Le 8 janvier 2024, l'Armée d'Arakan poursuit son offensive et s'empare de la base de Taung Shey Taung et de ses 200 soldats de la junte dans le canton de Kyauktaw, dans l'État de Rakhine. Le 15 janvier, l'Armée d'Arakan s'empare de Paletwa (en), ville stratégique pour les projets d'infrastructures indo-birmans, et de l'ensemble du canton dans l'État Chin,. Une semaine plus tard, l'Armée d'Arakan s'empare de la ville de Pauktaw (en), dans l'État de Rakhine, mettant fin à trois mois de combats.
Le 3 février 2024, alors que les affrontements entre l'Armée d'Arakan et la Tatmadaw s'intensifient à Rakhine, des obus de mortier et plusieurs balles atterrissent sur le territoire du Bangladesh, blessant des résidents locaux près d'Ukhia, à Cox's Bazar. Au moins 229 membres de la police des gardes-frontières de Birmanie (BGP) entrent au Bangladesh pour chercher refuge de l'AA, où les gardes-frontières du Bangladesh (en) (BGB) les désarment.
Entre le 4 et le 6 février, l'Armée d'Arakan lance des attaques contre les avant-postes du Rakhine BGP dans le canton de Maungdaw, alléguant plus tard, sans fournir de preuves, que l'Armée du salut des Rohingya de l'Arakan et l'Organisation de solidarité Rohingya (en) (RSO) combattent aux côtés du Rakhine BGP. La RSO dénonce les accusations de l'AA, dont celle les qualifiant de « bengalis ». Plus tard en février, lorsque la junte commence à enrôler des rohingyas déplacés, en grande partie non citoyens, vivant à Kyaukpyu, l'AA exhorte les rohingyas à fuir vers les zones contrôlées par l'AA.

##### Chute de Mrauk U

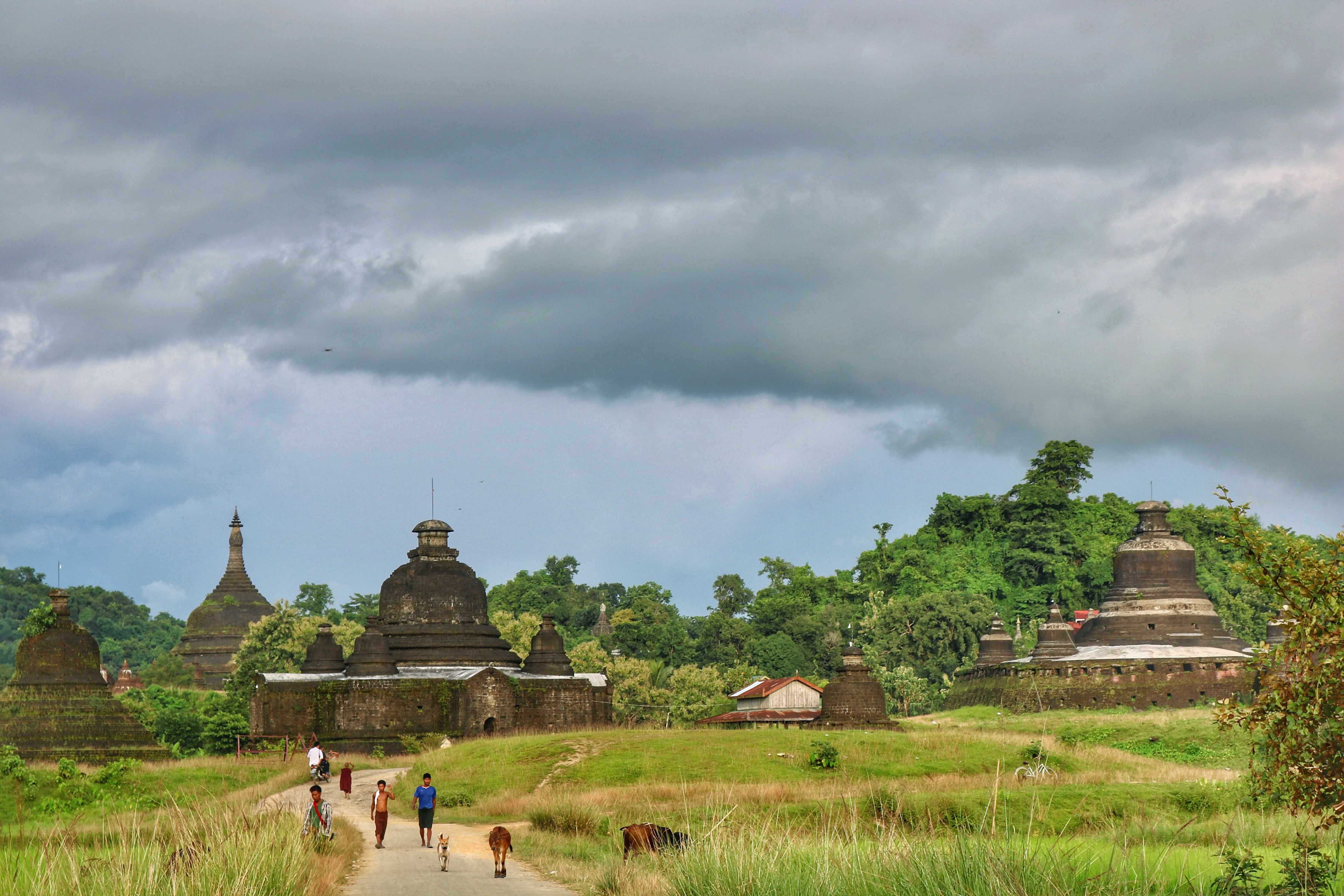
Temples antiques de Mrauk U en 2017.

L'Armée d'Arakan capture la plupart des bases de la Tatmadaw restantes dans le canton de Minbya le 6 février. L'Armée d'Arakan capture Kyauktaw (en) le lendemain et continue les combats à Mrauk U et Ramree (en). La Tatmadaw abandonne Myebon pour renforcer Kyaukpyu le 9 février, laissant des munitions derrière elle dans sa course et abandonnant le canton sud du district de Mrauk-U.
Le 10 février, l'AA s'empare de Mrauk U, chef-lieu du district, consolidant ainsi son contrôle sur le canton. Au cours de la bataille, trois péniches de débarquement de la marine birmane sont coulées.
Au cours de la semaine suivante, l'Armée d'Arakan consolide son contrôle sur le district en capturant Myebon le 15 février et en capturant le reste du canton de Minbya le 28 février.

#### Nouveaux combattants de l'État shan

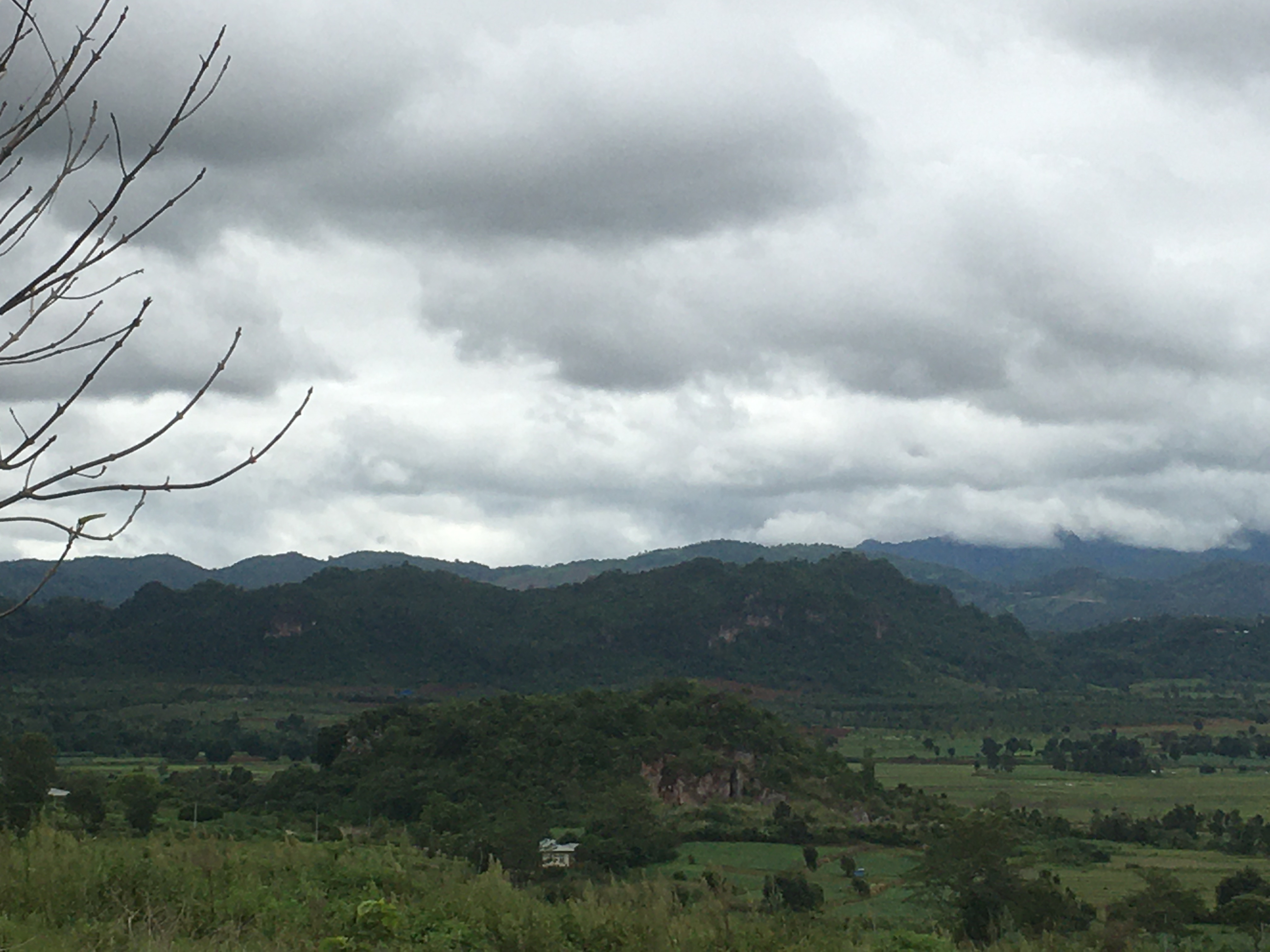
Montagnes du sud de l'État shan près de Hopong.

Début 2024 voit également un nouveau théâtre réapparaître dans le sud de l'État shan lorsque la Tatmadaw et l'Armée nationale Pa-O (PNA) tentent de confisquer les armes de l'Armée de libération nationale Pa-O (PNLA) le 20 janvier. La PNLA, soutenue par les forces du KNDF et du PDF, attaque Hsi Hseng (en) et capture finalement la ville le 26 janvier 2024. L'aile politique de la PNLA révoque officiellement sa participation à l'Accord national de cessez-le-feu, s'engage à aider le NUG à remplacer la junte par un système fédéral et exhorte l'aile politique de la PNA à faire défection.
Entre le 21 janvier et le 24 février, les bombardements de la junte tuent 40 civils dans la zone auto-administrée Pa-O (en), selon des militants locaux. Vers la fin février, des affrontements entre les forces de la junte/PNA et les forces du PNLA éclatent à l'est de Hopong (en) et le long de la route Taunggyi-Loilem (en). La junte reprend le contrôle de Hsi Hseng fin mars, sur fond d'accusations d'utilisation de bombes chimiques selon le PNLA.
Entre le 26 et le 27 mars, le MNDAA et l'Armée de l'État shan (SSPP) (en) s'affrontent dans le canton de Hseni (en) après le bombardement présumé des camps du SSPP par le MNDAA. Le 3 mai, le Parti du progrès de l'État shan annonce que ses forces armées vont rejoindre les forces révolutionnaires, avant de se rétracter deux jours plus tard. Le 27 mai, après un mois d'avertissements, la TNLA commence à bloquer plusieurs villages du canton de Namhkam (en) et à arrêter les soldats du SSPP stationnés dans ces villages. En réponse, le SSPP se retire des camps de Hsenwi, Kutkai (en) et Pang Hseng (en).
Les Nations Unies expriment leur profonde préoccupation face à la reprise des combats dans l'est de la Birmanie et aux allégations selon lesquelles les forces armées birmanes emploient des armes lourdes contre des civils, et enlèvent et recrutent de force des enfants dans leurs rangs. Leur Conseiller spécial pour la prévention du génocide et son Conseiller spécial pour la responsabilité de protéger soulignent également la responsabilité de l'armée de protéger tous les citoyens.

#### Contre-offensive de la junte de l'Anyar

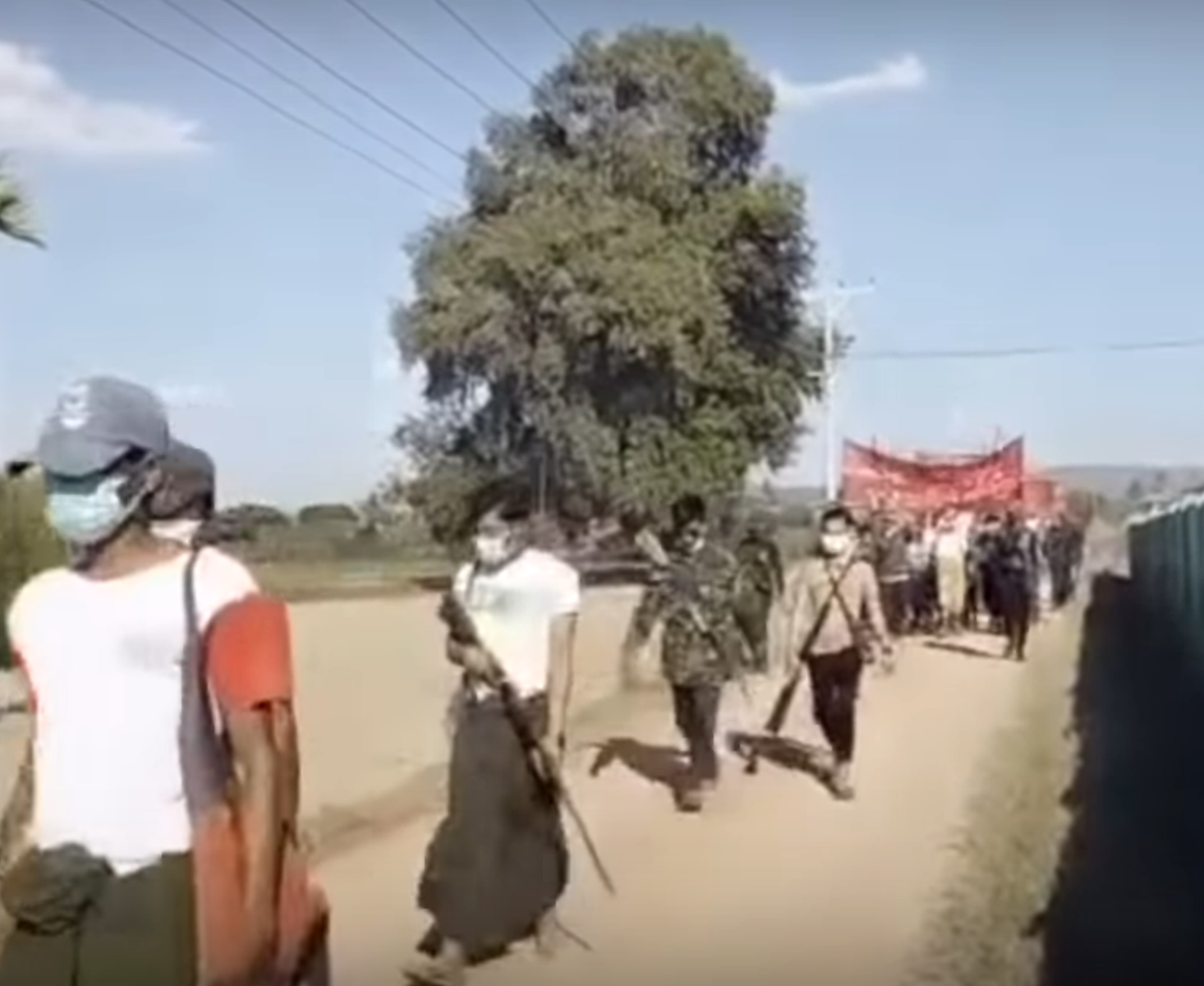
Les forces de défense du peuple locales protègent une manifestation contre la junte dans le canton de Kani.

Les forces de la Tatmadaw reprennent la capitale du district de Kawlin (en) le 10 février après près de 10 jours de combats. Les forces de la junte rasent la ville, détruisant la majorité des habitations de Kawlin (en) et des villages environnants. Le 22 février, les forces de la junte tentent de reprendre la ville de Maw Luu (en) aux mains de la KIA et de l'ABSDF (en). Le 14 mars, les forces de la junte prennent le village de Kampani, dans le canton de Kale, pour affaiblir les attaques anti-junte sur Kalay. Malgré cette campagne, le 16 mars, les forces de résistance capturent le village de Kyaung Taik, contrôlé par les Pyusawhti (en), au nord de Kalay.
Alors que la junte lance ses contre-offensives, la résistance alliée lance une offensive pour capturer Kani (en), capturant environ 80 % de la ville le 7 mars. Après presque 10 jours de combats, le 15 mars, les rebelles sont contraints de battre en retraite après une résistance écrasante de la junte.
Le 4 avril 2024, les PDF lancent une attaque de drones sans précédent contre la base aérienne d'Aye Lar, principal quartier général de la Tatmadaw, et la résidence de Min Aung Hlaing à Naypyidaw, la capitale. Près de 30 drones sont déployés, les forces de la junte affirment que 7 d'entre eux sont abattus, tandis que Myawaddy TV (en) indique que 13 drones sont abattus, sans faire de victimes ni de dégâts matériels. Le NUG qualifie l'attaque de « succès ». Le 12 avril, les Forces de défense du peuple locales affirment avoir tué plus d'une douzaine de soldats de la junte lors d'une autre attaque contre la base aérienne d'Aye Lar.
Le 19 avril, les forces de la junte lancent une contre-offensive pour reprendre Shwe Pyi Aye, dans le canton de Homalin (en), après sa capture en novembre 2023.

#### Affaiblissement du contrôle de la junte sur les karens

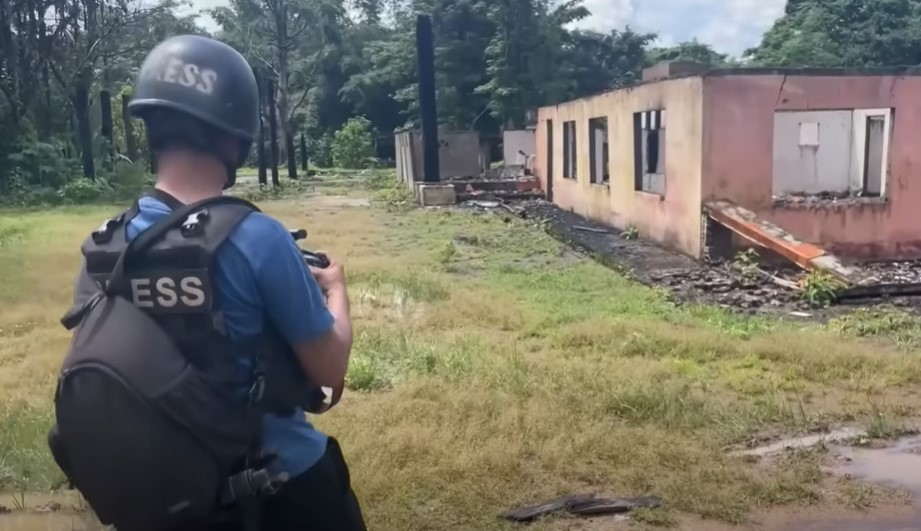
Journaliste devant un bâtiment détruit dans l'État Karen.

Après l'opération 1027 et la bataille de Kawkareik en octobre 2023, la KNLA continue à faire des gains dans tout l'État Karen, l'État Môn, la région de Bago et la région de Tanintharyi. Le 29 janvier 2024, les forces de la KNLA et du PDF abattent un Eurocopter AS365 de la Tatmadaw, tuant le général de brigade Aye Min Naung de la 44e division d'infanterie légère. Fin février, les forces de la PDF et de la KNLA prennent la majeure partie de Myitta (en), dans la région de Tanintharyi. Le 29 février, la KNLA et les forces alignées capturent la moitié du canton de Kawkareik, prenant le contrôle du feu sur l'autoroute Myawaddy-Kawkareik. La KNLA continue sa progression vers l'est sur l'autoroute, capturant le camp de Hpu Lu Gyi, au sud de Myawaddy, après un combat de cinq minutes. Ce camp revêt une importance stratégique et morale, car il sert de point de départ historique pour les attaques contre Manerplaw (en) et Kawmoora (en) après sa prise par la junte en 1990. Le lendemain, les forces de la KNLA prennent une base de la junte à Kyeikdon. Des combats éclatent également sur le territoire de la 7e brigade de la KNLA, près de Methawaw, forçant la junte à battre en retraite.
Les tensions s'accroissent également entre la junte et les gardes-frontières de l'État karen (BGF), qui refusent d'engager le combat et se retirent de leurs bases à Papun. Le 23 janvier, le commandant en chef adjoint Soe Win rencontre le chef des gardes-frontières karen, le colonel Saw Chit Thu (en). Les gardes-frontières karen annoncent qu'ils n'accepteront plus de salaires de la junte et resteront « neutres » dans le conflit. Plus tard, le 6 mars, les gardes-frontières karen annoncent qu'ils se rebaptiseront « Armée nationale karen (en) ».

#### Intensification du conflit kachin
Bien que la KIA soit un partenaire militaire et politique très proche de l'Alliance des Trois Fraternités, faisant partie de l'Alliance du Nord, elle n'est pas affectée par le cessez-le-feu négocié par la Chine. Les forces combinées de la KIA, de l'ABSDF et des PDF kachin capturent la ville de Mongmit le 19 janvier et la ville voisine de Mabein (en) le 20. Le lendemain, elles prennent la base stratégique de Man Wein Gyi, près de Ruili. Cependant, la junte reprend Mongmit le 25 janvier.
La KIA intensifie également ses attaques dans le canton de Hpakant, en capturant un camp au sud-ouest de Hpakant le 20 janvier et en menaçant la route Myitkyina-Hpakant avec la capture de l'avant-poste de Namtein le 2 février. Il y a également des attaques dans le canton de Mansi (en), y compris la capture de la base de Si Kham Gyi, qui a été continuellement détenue par la junte pendant 30 ans.

##### Opération0307

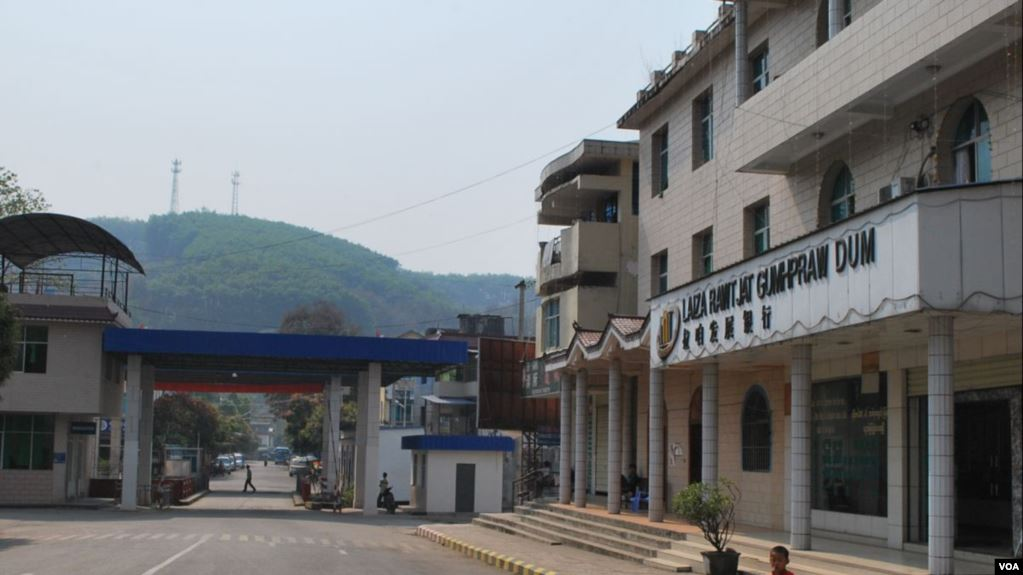
Poste frontière entre la Birmanie et la Chine à Laiza, en 2015.

Le 7 mars, la KIA lance simultanément des attaques sur plus de dix avant-postes de la junte dans l'est de l'État kachin. Les combats ont principalement lieu le long de l'autoroute entre Bhamo et la capitale de l'État kachin, Myitkyina, ainsi qu'autour de Laiza. Ces attaques marquent le début d'une offensive plus vaste dans l'État kachin, familièrement appelée opération 0307 (en). Le 8 mars, la KIA s'empare de trois bases importantes de la junte et de plusieurs avant-postes, dont Hpyun Pyen Bum, la base avancée de la junte la plus proche du quartier général de la KIA à Laiza. La KIA et l'AA défendant Laiza affirment que les frappes aériennes de la junte ont atterri du côté chinois de la frontière (en), à l'est de Laiza. Au cours des combats, le chef de la « milice populaire de Wuyang (en) » lisu, alignée sur la junte, U Shwe Min, est tué. Le 22 mars, la KIA affirme avoir capturé plus de 50 avant-postes militaires et 13 bases de la junte stratégiquement importantes autour de la route Myitkyina-Bhamo.
En avril, la KIA a capturé Lweje (en), plaque tournante commerciale clé de la frontière chinoise, coupé une route principale vers Hpakant et capturé Sezin et Hsinbo (en). À Hsinbo, ils coupent la route Bhamo-Myitkyina et encerclent Bhamo. La KIA lance ensuite des offensives simultanées dans tout le canton de Waingmaw (en) et autour de Sumprabum (en), capturant plusieurs bases, camps et centres de commandement de la junte. Le 8 mai, ils ont capturé 11 quartiers généraux de bataillon dans tout l'État et capturé le canton de Sumprabum (en).
Pendant le reste du mois de mai, la KIA capture Momauk (en) après la retraite des soldats de la junte, attaque un pont à l'entrée de la capitale de l'État, Myitkyina, et réalise des gains à Mansi et Tanai (en). La KIA prend une douzaine de bases de la junte supplémentaires dans le canton de Waingmaw à partir du 20 mai, sécurisant leurs positions.

#### Poursuite de l'offensive de Rakhine

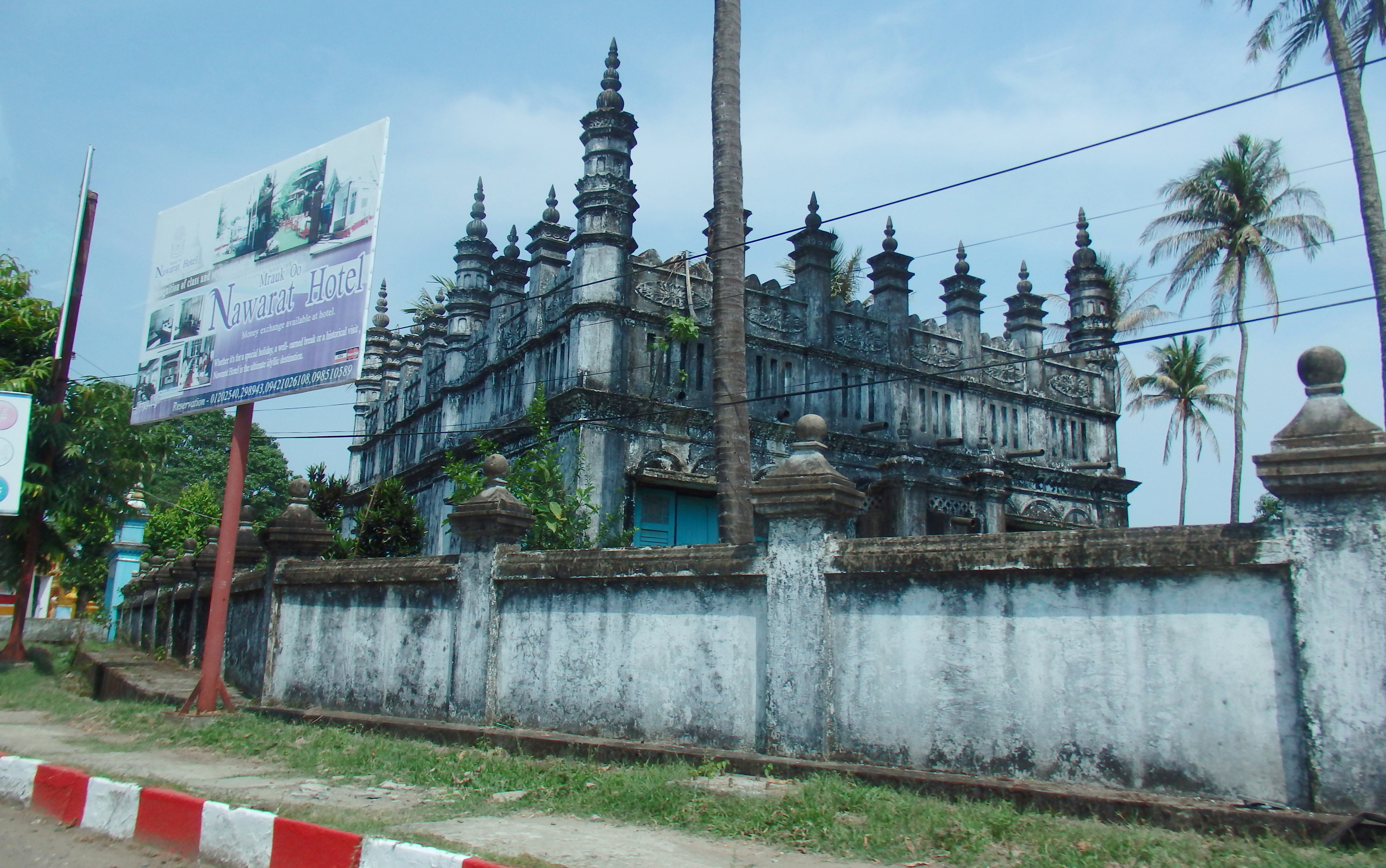
Mosquée de Buthidaung en 2015.

Parallèlement, l'offensive de Rakhine se poursuit tout au long du mois de mars. Le 5 mars, l'Armée d'Arakan s'empare de Ponnagyun (en) et menace la capitale régionale, Sittwe, située à seulement 33 kilomètres. Le 17 mars, les assauts continus de l'Armée d'Arakan s'emparent de Rathedaung (en) et de son canton, coupant Sittwe du reste de l'Arakan par voie terrestre.
Le 12 mars, après 85 jours de combats, l'Armée d'Arakan s'empare de la ville de Ramree (en). Cette prise place la quasi-totalité de l'île de Ramree sous son contrôle, à l'exception de la ville portuaire de Kyaukpyu.
Le 24 mars, l'Armée d'Arakan lance une offensive dans le centre de l'État de Rakhine, parallèlement à son offensive sur Sittwe, lançant des attaques sur Ann, le quartier général du commandement occidental (en) de la junte. Au nord d'Ann, l'Armée d'Arakan lance des attaques sur le canton voisin de Ngape, dans la région de Magway. L'emplacement d'Ann est stratégiquement important, car il relie l'État de Rakhine à Magway via la route Minbu (en)-Ann à travers les monts Arakan et constitue une porte d'entrée empêchant l'Armée d'Arakan d'attaquer le sud de l'État de Rakhine. En avril, l'Armée d'Arakan s'empare d'une portion de la route Ann-Minbu, coupant Ann de la ville voisine de Padein, et s'empare de bases au sommet des collines du canton d'Ann (en).
Les offensives du nord de l'Arakan ne changent guère de territoire jusqu'au 3 mai, lorsque l'Armée d'Arakan capture le quartier général de la police des gardes-frontières dans le canton de Maungdaw à Kyee Kan Pyin, forçant au moins 128 soldats de la junte à traverser la frontière vers le Bangladesh. Buthidaung (en) et son canton environnant tombent aux mains de l'Armée d'Arakan le 18 mai. Après sa capture, les militants rohingyas accusent l'Armée d'Arakan d'avoir incendié et ciblé les maisons des rohingyas dans la ville, une affirmation que l'Armée d'Arakan nie.
Le 29 mai, la junte et les soldats alliés de l'Armée de libération de l'Arakan (en) tuent plus de 70 villageois à Byian Phyu, près de Sittwe, en raison de sympathies présumées pour l'Armée d'Arakan dans le village.
De fin mai à début juin, l'Armée d'Arakan lance des attaques sur le reste du canton de Maungdaw. Le 16 juin, l'Armée d'Arakan exhorte les habitants de Maungdaw à évacuer la ville, affirmant que toutes les bases de la junte dans le canton ont été capturées ou encerclées, et qu'ils attaqueront la ville. En réponse, la marine bangladaise déploie des navires de guerre sur l'île contestée de Saint-Martin (en), qui a été la cible de plusieurs tirs de la junte. Le 4 juillet, l'Armée d'Arakan entra dans Maungdaw, attaquant le dernier bastion de la junte dans la ville.

#### Prise de Papun et Myawaddy

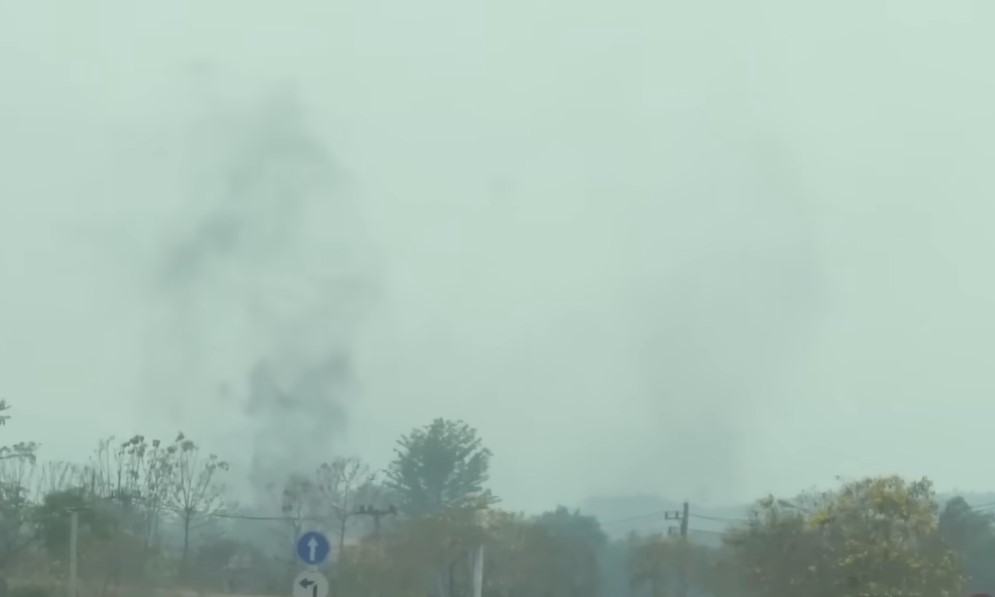
Fumée s'élevant de Myawaddy en avril 2024.

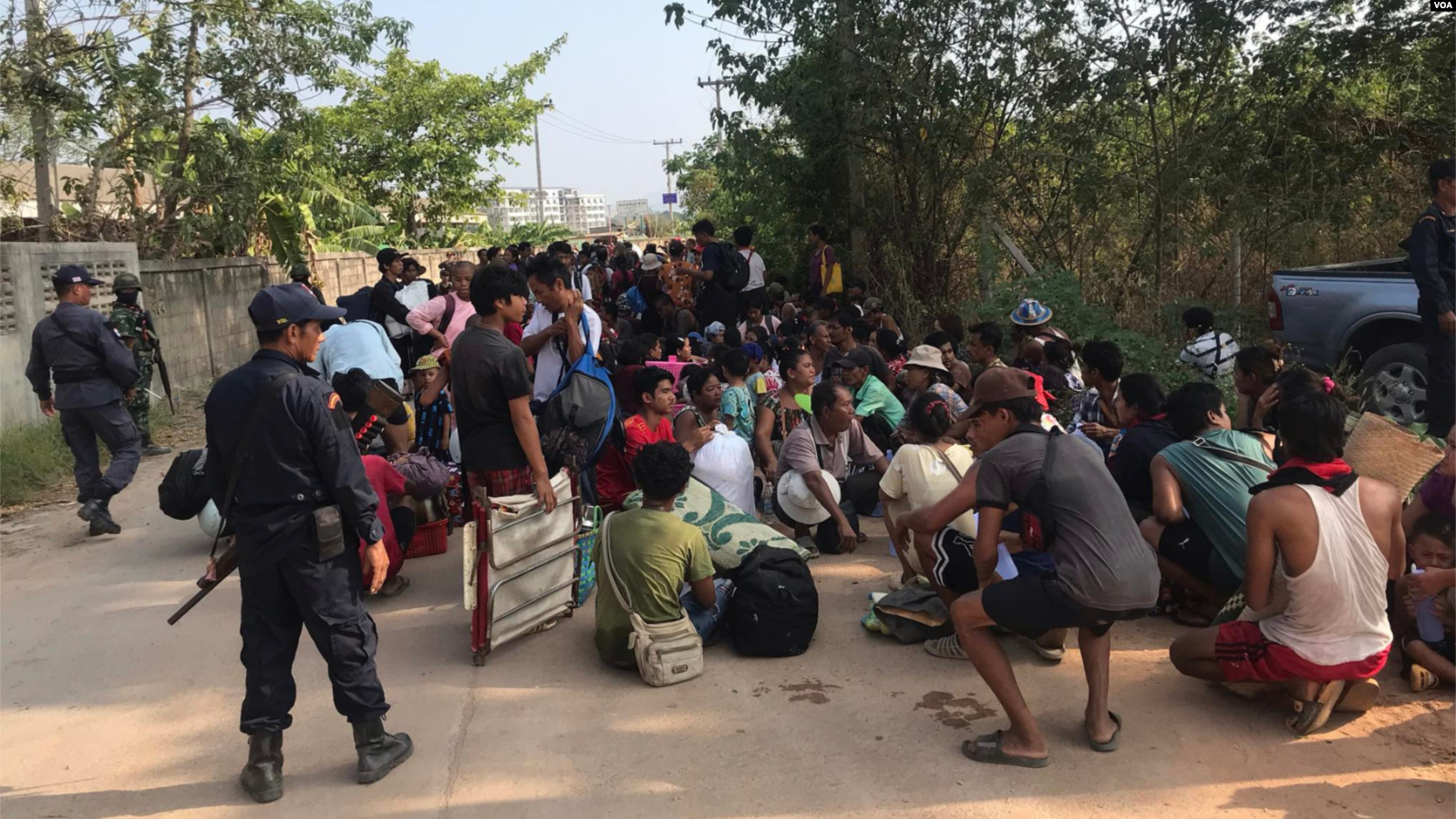
Civils fuyant vers la Thaïlande pendant le siège de Myawaddy, en 2024.

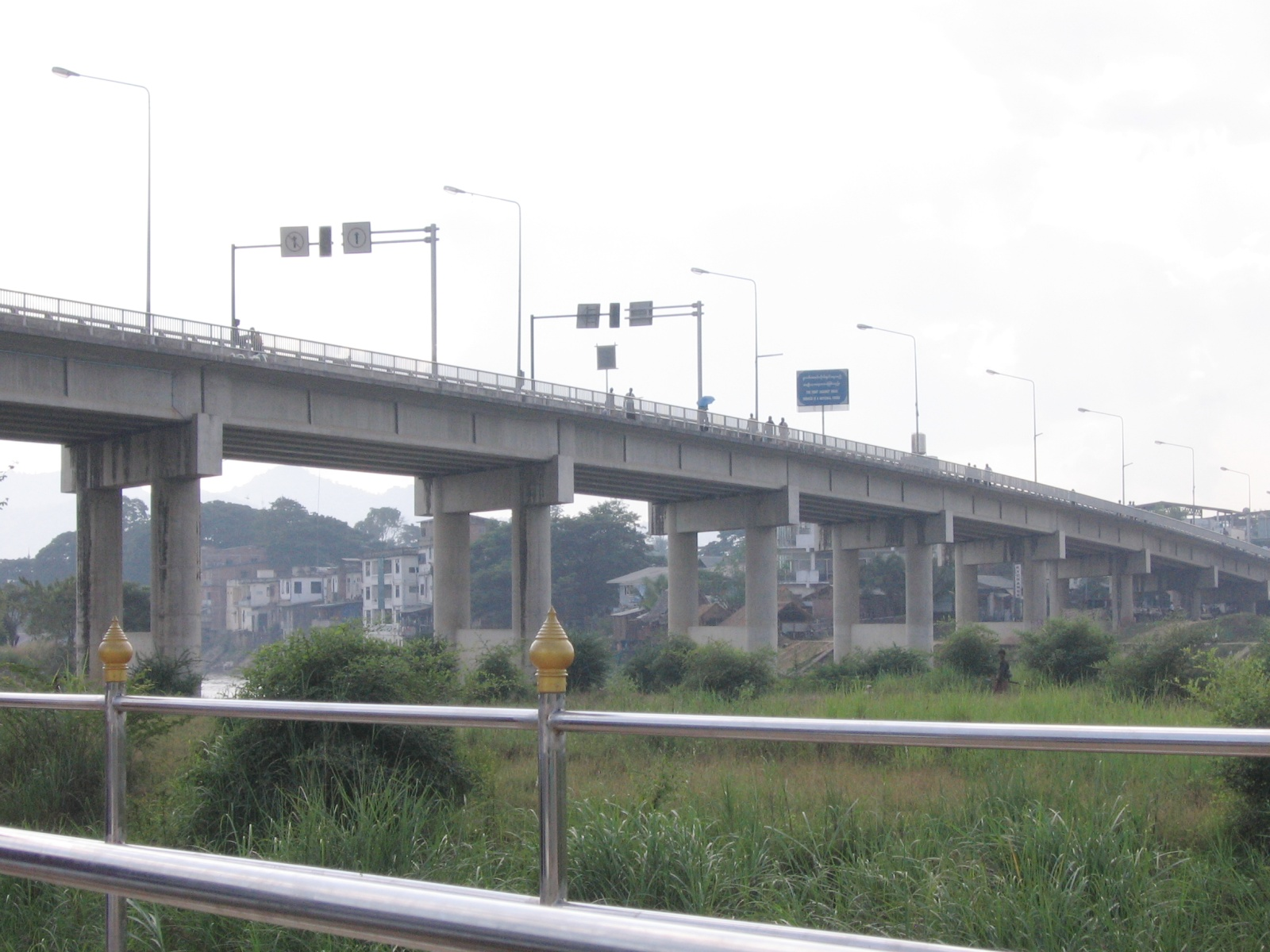
Pont d'amitié entre la Thaïlande et la Birmanie vu depuis Mae Sot, en Thaïlande.

Le 20 mars, l'Armée Karen de libération nationale et ses alliés du PDF commencent à assiéger la ville de Papun, capitale du district de Hpapun (en), dans l'État Karen. Huit jours plus tard, la ville est prise, les combats se déplaçant vers les collines environnantes.
Après un siège prolongé et plusieurs jours de négociations, le 5 avril, plus de 600 soldats de la junte et leurs familles à Myawaddy se rendent à la KNU et se retirent de l'autre côté de la frontière vers Mae Sot, ne laissant que le 275e bataillon d'infanterie légère (LIB) près de l'entrée ouest pour défendre la ville. Le 10 avril, les troupes du KNLA et du PDF capturent la base du LIB, les 200 soldats du LIB se retirant vers le 2e pont de l'amitié entre la Thaïlande et la Birmanie, à la frontière. Cela incite la Thaïlande à déployer la 3e armée le long de la frontière. La junte envoie des renforts pour reprendre la ville, mais ils sont bloqués à Kyondoe. Le 12 avril, les responsables thaïlandais et la KNU confirment la prise de Myawaddy. La junte riposte par des frappes aériennes, bien que les habitants ne signalent aucune présence du KNLA dans les rues.
Malgré le rôle majeur du KNLA dans la bataille, ils cèdent le contrôle de la ville à l'Armée nationale karen (en) (KNA) pour assurer la sécurité et apparemment en raison du rôle du KNA dans les négociations pour la reddition initiale.
Le 19 avril, la KNLA attaque les derniers soldats du 275e bataillon de la LIB qui résistent encore sous le deuxième pont de l'amitié entre la Thaïlande et la Birmanie. La junte riposte par des frappes aériennes, tuant plusieurs civils et obligeant la KNLA à retarder toute nouvelle attaque,.

##### Bataille continue pour Myawaddy
Après la capture de Myawaddy, la junte lance l'opération Aung Zeya, une contre-offensive visant à reprendre la ville. Elle est menée par la 55e division d'infanterie légère (DIL), forte d'environ 1 000 hommes et apparemment dirigée par Soe Win, commandant en second de la junte. Le 16 avril, la DIL 55 tente de franchir la chaîne de Dawna (en), mais est constamment interceptée par la KLNA et ses alliés, la forçant à battre en retraite et subissant de lourdes pertes.
Au début de la contre-offensive, les forces de la KNLA se retirent de la majeure partie de Kawkareik. Le 21 avril, un convoi de la junte est mis en déroute dans le canton de Kawkareik, mais les forces de la junte réussissent à reprendre Kawkareik le lendemain malgré la perte de véhicules au profit de la KNLA.
Le 23 avril, la KNA aide les soldats du 275e LIB abrités sous le 2e pont de l'Amitié à reprendre leur base à l'ouest de Myawaddy. Le lendemain, le porte-parole de la KNU déclare qu'ils se « retireront temporairement » de Myawaddy, mais jure de poursuivre les attaques de guérilla le long de l'AH1.
L'avancée du LID 55, bloquée par la chaîne de Dawna, atteint la cascade de Taw Naw le 29 avril. Cependant, la contre-offensive est de nouveau bloquée, sans gains majeurs le mois suivant. Les habitants rapportent que l'Armée nationale kenyane a aidé des centaines de soldats de la junte à atteindre Myawaddy par des sentiers forestiers.

#### Résistance des môns et des karennis

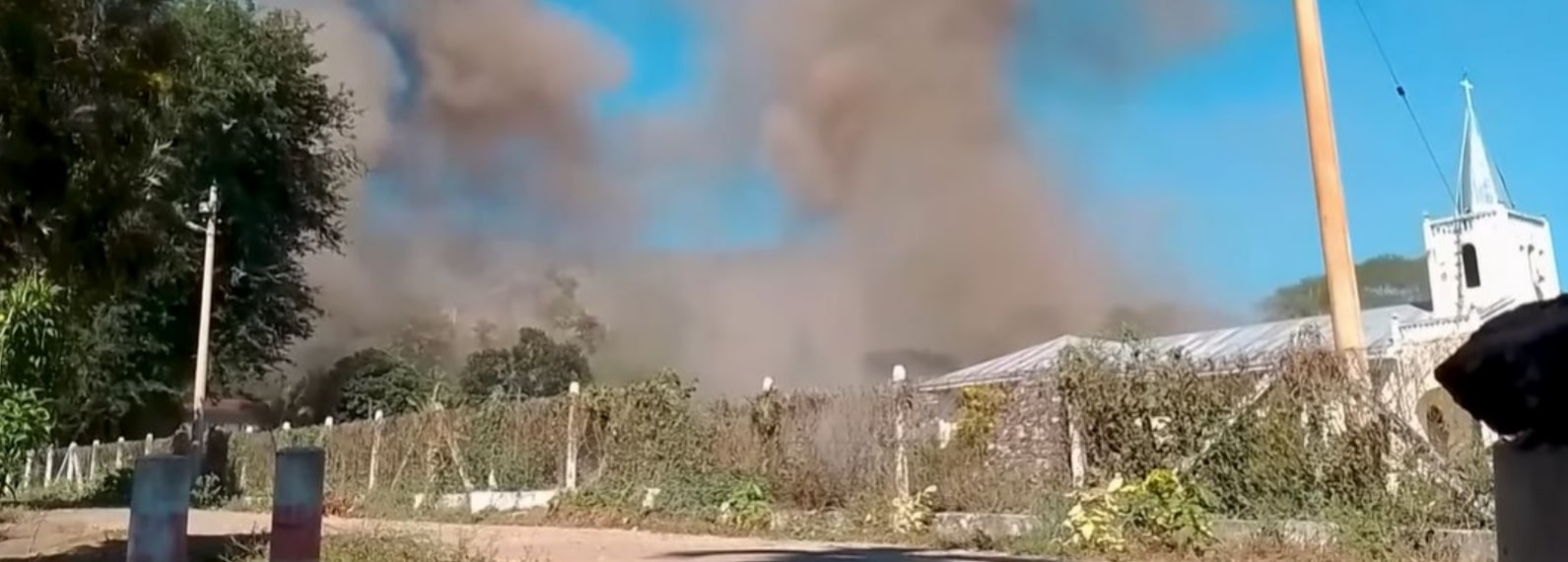
L'armée de l'air birmane bombarde une église dans l'État de Kayah, en mai 2024.

La résistance karenni se poursuit avec l'opération 1111 (en) visant à capturer l'État de Kayah et sa capitale Loikaw. Le 12 janvier, les forces conjointes karenni capturent Pekon (en) dans l'État shan voisin. Le 29 janvier, la Force de défense des nationalités karenni (KNDF) capture la ville de Mawchi (en). Le 14 février, les forces combinées de l'Armée Karenni (en) (KA) et de la KNDF capturent la ville de Shadaw après près d'un mois de bataille, marquant ainsi le deuxième canton à être complètement capturé dans l'État. Les forces karenni capturent Hpasawng (en) et la majeure partie du canton de Hpasawng le 14 mars. Dans une déclaration conjointe du 23 mars, le KNDF et ses alliés annoncent qu'ils contrôlent près de 90 % de l'État de Kayah, après avoir capturé 65 positions de la junte dans tout l'État et six des neuf villes de Kayah (à l'exclusion de Mobye (en) dans le sud de l'État shan).

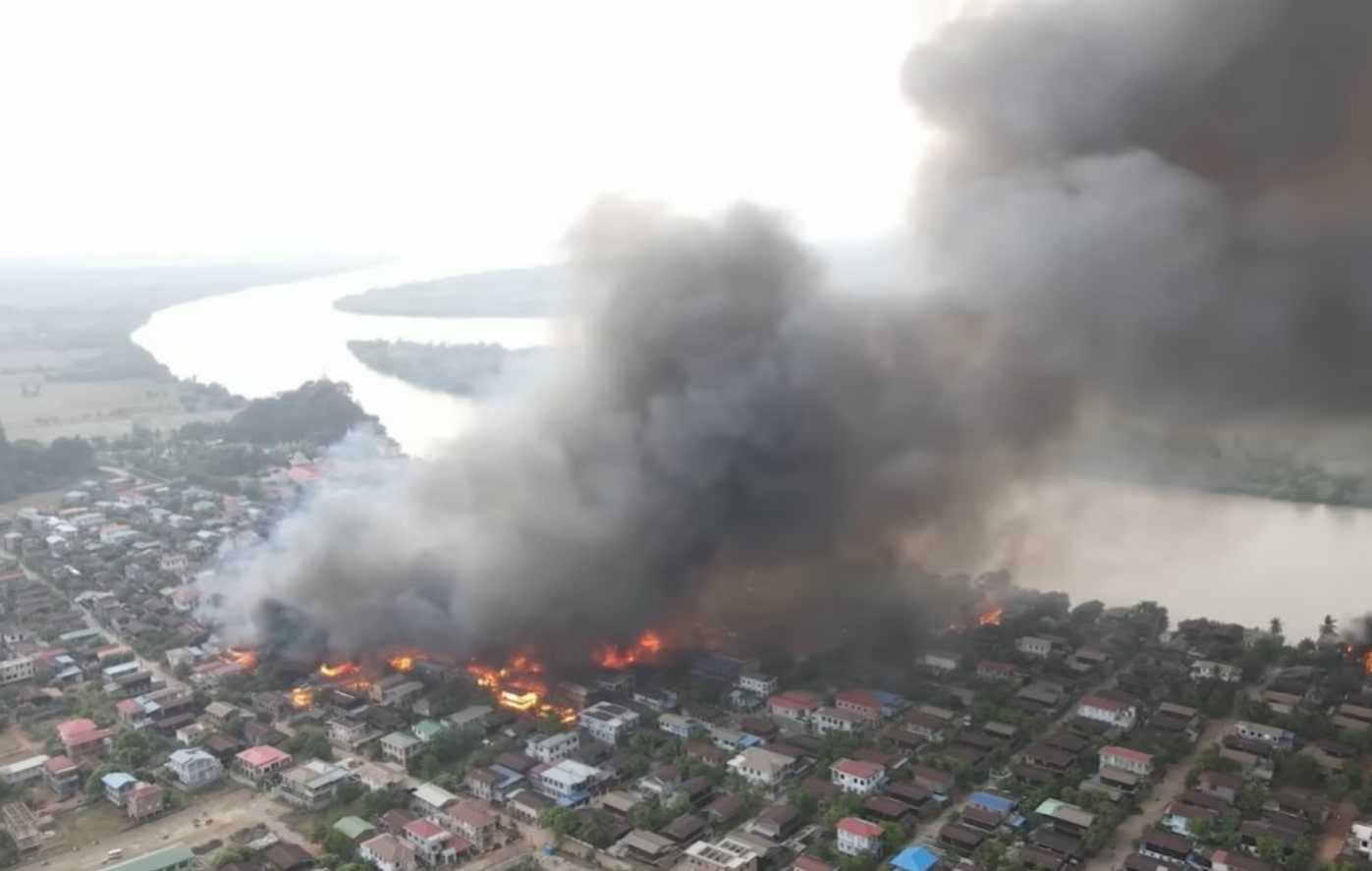
Maisons en feu dans le canton de Kyaikmaraw, dans l'État Môn.

Le 20 janvier 2024, les forces de résistance locales du canton de Ye (en), dans l'État Môn, intensifient leurs attaques, annonçant leur intention de capturer Ye. Le 14 février, le Parti du Nouvel État Môn (Dictature anti-militaire) (en) (MNLA-AMD) se sépare de l'Armée de libération nationale Môn (en) (signataire de l'Accord national de cessez-le-feu) et déclare effectivement la guerre à la junte. Vers le 22 mars, les groupes de résistance de l'État Môn commencent à inspecter les véhicules près de Kaleinaung (en), ce qui incite la junte à fermer les routes. Le 25 mars, le MNLA-AMD et ses alliés prennent le poste de police de Kawt Bein dans le canton de Kawkareik, dans l'État Karen. En réponse, les forces de la junte bombardent la région de Kawt Bein et reprennent finalement la zone après une bataille le 25 avril.
Le 8 avril, les forces du Môn PDF lancent des attaques de drones contre le quartier général du Commandement du Sud-Est à Mawlamyine, en présence du commandant en chef adjoint de la junte, Soe Win. On ignore si Soe Win est touché.
Le 29 mai, les forces de la junte lancent une offensive pour reprendre Loikaw de la résistance karenni, qui contrôle environ 80 % de la ville depuis novembre 2023. Les colonnes de la junte avancent sur Loikaw, atteignant le village de Kayan Tha Yar à 10 kilomètres au nord de Loikaw le lendemain puis l'intersection Loikaw-Mobye-Hsi Hseng (en) le 3 juin avant de caler. Le 25 juin, la résistance karenni capture la colline de Maesalawng, près de Bawlakhe, après une offensive de six jours.

##### Contre-offensives de la junte dans le sud de la Birmanie
Du 8 au 20 mai, les forces de la junte ont également mené une offensive dans le canton de Thayetchaung, la plus longue de ces offensives dans la région de Thanintharyi depuis le coup d'état. L'offensive a déplacé 5000 civils de 8 villages.
Fin mai, les forces de la junte ont capturé l'avant-poste de Pedak sur la route entre Dawei et Myeik. Début juin, environ 600 soldats de la junte ont été envoyés pour reprendre des zones (en) de l'autoroute Ye - Dawei aux forces Karen, Mon et PDF qui avaient capturé l'autoroute en mars. La junte a utilisé l'artillerie lourde et la résistance a averti les civils d'éviter la route, accusant la junte d'utiliser des boucliers humains et des renforts déguisés en civils. Le 1er juillet, les forces de la junte ont lancé une offensive sur le secteur du village de Zardi, dans le canton de Yebyu, pour tenter de reprendre les zones entourant la zone économique spéciale de Dawei.

### Deuxième phase de l'opération1027et reprise des avancées rebelles (juin 2024-août 2024)

Gains anti-junte réalisés durant l' en septembre 2024

En juin 2024, le cessez-le-feu de Haigeng de l'Alliance des Trois Fraternités avec la junte a été rompu, entraînant la destruction des bataillons de la junte et la chute de plusieurs villes de l'État Shan et au-delà aux mains de la résistance, aboutissant à la capture de la capitale de l'État Shan du Nord et des chefs du commandement du Nord-Est, Lashio, en août 2024. En dehors de l’État Shan, l’armée du Myanmar a subi des pertes importantes dans l’État de Rakhine, dont l’armée d’Arakan a pris le contrôle presque total en août 2024. À Mandalay, l’Alliance des Trois Fraternités et d’autres groupes armés ont intensifié leurs attaques, se rapprochant de Mandalay. Malgré ces revers, l'armée a poursuivi ses efforts pour réaffirmer son contrôle, notamment en formant de nouvelles milices et en intensifiant la conscription à travers le pays. Bien que l'opération 1027 ait commencé dans l’État Shan, une escalade généralisée a radicalement modifié l’équilibre des pouvoirs, permettant aux groupes armés ethniques dans d’autres régions de réaliser des gains importants et de paralyser la junte militaire avec des départs de personnel et des niveaux historiques de défections.

#### Opération1027(Phase 2)
S'il a fallu attendre juin pour que le cessez-le-feu de Haigeng soit complètement rompu, les tensions ont commencé dès le mois de mars. Le cessez-le-feu a été officialisé le 1er mars lors d'une réunion à Kunming au cours de laquelle la junte aurait accepté de reconnaître l'autorité du MNDAA sur le Kokang. Mais dès le 26 mars, les forces de la junte ont tenté d'envahir le territoire de la MNDAA près de Lashio, mais ont été repoussées. Suite à cela, l'ambassadeur de Chine au Myanmar a rencontré le ministre des Affaires étrangères de la junte pour discuter de la fin des affrontements.
Les tensions ont recommencé à s'intensifier dans le nord de l'État de Shan le 9 juin après que la junte a lancé des frappes aériennes sur les positions du TNLA dans le canton de Mongmit. Le TNLA accuserait la junte de violer le cessez-le-feu. Jusqu'à la mi-juin, les forces de la junte se sont rassemblées près des territoires contrôlés l'Alliance des 3 Fraternités et ont détruit les routes de la région,.
Le 23 juin, la junte a affronté l'Armée de l'Alliance nationale démocratique du Myanmar (MNDAA) près de Lashio et avec le TNLA autour des cantons de Kyaukme, de Nawnghkio et de Mogok le 24 juin. Le 25 juin, le TNLA a annoncé avoir repris l'opération 1027 dans le nord de l'État Shan, et encerclé Kyaukme.
Le 26 juin, la majeure partie de Nawnghkio a été capturée par les forces du PDF et du TNLA. Le 28 juin, le TNLA avait capturé la majeure partie de la capitale du district, Kyaukme, et continuait à attaquer les bases de la junte autour de la ville.

#### Offensives du sud de l'Arakan

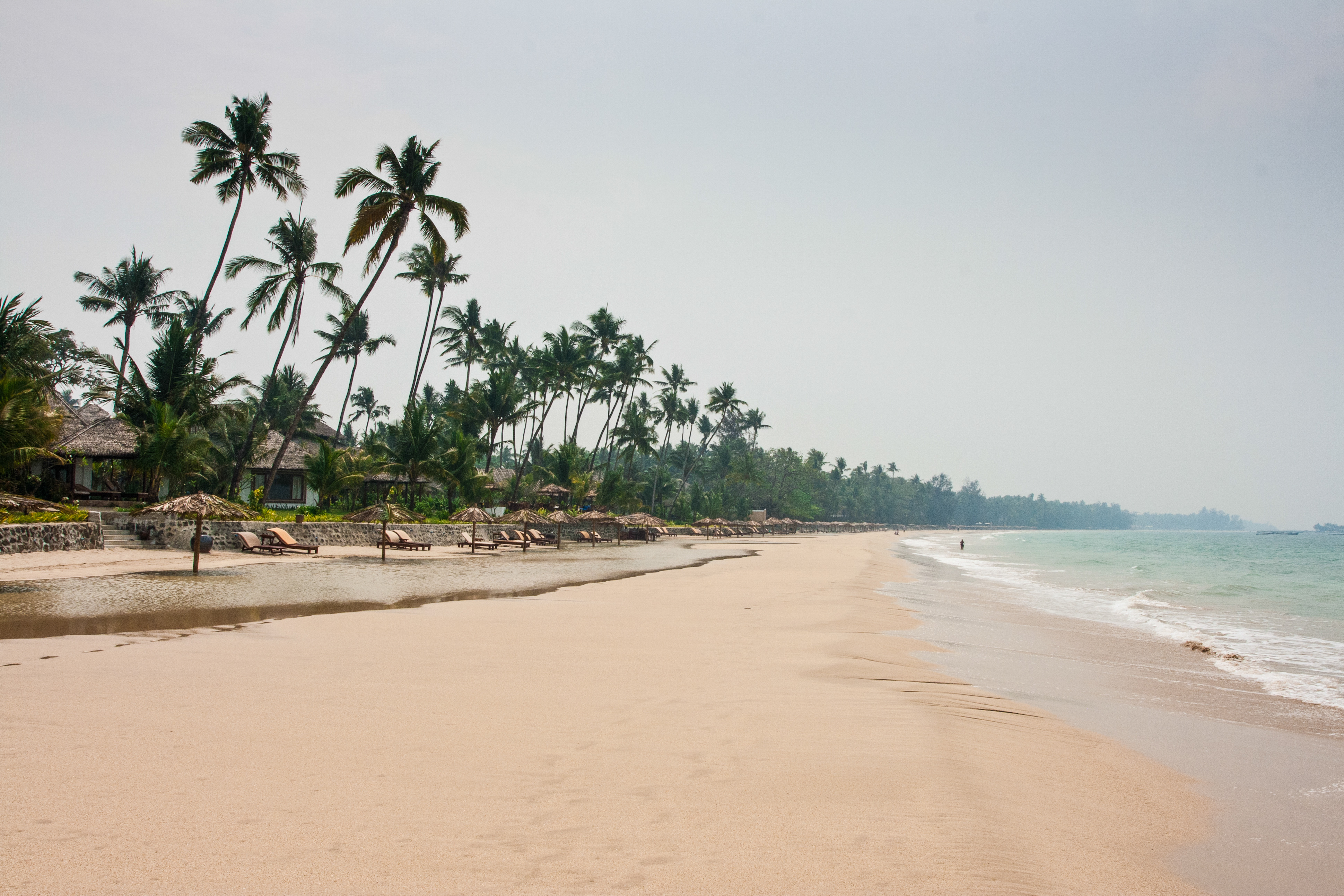
Plage de Ngapali, juste à l'extérieur de Thandwe

Parallèlement, début juin, l'armée d'Arakan a réalisé des progrès significatifs dans le sud de l'État d'Arakan. Le 2 juin, des affrontements ont éclaté sur l’autoroute Thandwe-Taungup et près de la plage de Ngapali, dans le canton de Thandwe, piégeant les visiteurs de la station. Au cours de la semaine suivante, les combats se sont rapprochés de Thandwe, obligeant l'aéroport de Thandwe à fermer.
Le 15 juin, l'armée d'Arakan a affronté les forces de la junte près de Taungup et sur la route Taungup-Pandaung. Après des mois de paix relative dans la région, de violents affrontements ont éclaté à l'extérieur de Kyaukpyu le 17 juin alors que les forces de la junte quittaient la base navale de Danyawaddy.
Le 23 juin, les forces de l’AA ont capturé l’aéroport de Thandwe, le premier aéroport à être capturé par les forces de la résistance depuis le coup d’État de 2021. La capture de l'aéroport n'a été confirmée qu'une semaine plus tard, l'AA affirmant que 400 soldats de la junte étaient morts dans la bataille. L'AA a commencé à attaquer la plage elle-même le 26 juin. Le 17 juillet, les forces AA ont capturé Thandwe après trois semaines de combats.

#### Bataille de Lashio
Le 25 juin, l’Armée nationale de libération Ta’ang (TNLA) et la Myanmar National Democratic Alliance Army (MNDAA) lancent une offensive pour prendre la ville de Lashio, siège du commandement nord-est de la junte. Les combattants de la TNLA y capturent la base d'un bataillon militaire, avant d'être repoussés par des frappes aériennes de la junte. Le 10 juillet, alors que les combats se poursuivent autour de Lashio, l'Armée de libération nationale des Ta'ang s'empare de Nawnghkio (en) dans l'État Shan situé dans le nord du pays. Ce point stratégique est situé le long de l'autoroute reliant Mandalay, la deuxième ville de Birmanie, à la province chinoise du Yunnan, permettant à la rébellion de couper une ligne cruciale d'approvisionnement pour la junte. Le 5 août 2024, Lashio tombe aux mains des mouvements rebelles et des responsables militaires sont faits prisonniers.

## Conditions humanitaires
La situation des droits de l'homme en Birmanie s'est considérablement détériorée depuis le début du conflit civil. En septembre 2022, 1,3 million de personnes avaient été déplacées à l'intérieur du pays et plus de 13 000 enfants avaient été tués. L'armée birmane a intensifié son recours aux crimes de guerre, y compris le meurtre, la violence sexuelle, la torture et le ciblage de civils. Depuis le début du conflit civil, tant l'armée birmane que les forces de résistance ont utilisé les établissements d'enseignement comme bases et sites de détention. En 2021, plus de 190 attaques violentes contre des écoles ont été signalées dans 13 États et régions de la Birmanie. En juin 2022, 7,8 millions d'enfants n'étaient toujours pas scolarisés. La junte a également saisi les biens d'opposants politiques dans le cadre d'une stratégie d'intimidation, touchant des centaines de familles. Le système de santé publique de la Birmanie s'est effectivement effondré.
La guerre civile a aggravé la crise de la sécurité alimentaire du pays, avec une personne sur quatre en situation d'insécurité alimentaire. La pauvreté et l'insécurité alimentaire ont touché de manière disproportionnée la zone sèche de la Birmanie et les régions du delta de l'Irrawaddy, qui représentent plus de 80 % de la superficie agricole du pays et abritent un tiers de la population du pays.
En mars 2024, le bilan est estimé à environ 50 000 morts depuis le début de la guerre, et plus de deux millions de déplacés. En août 2025, l'ONU estime à 3,5 millions le nombres de déplacés.

## Impact économique

### Impact macroéconomique et financier
Les conditions économiques en Birmanie se sont considérablement détériorées en raison de la guerre en cours et de la mauvaise gestion économique du Conseil administratif d'État,. En 2021, le PIB de la Birmanie a diminué de 5,9 %. Entre mars et juin 2022, près de 10 000 personnes par mois ont quitté le pays par les voies officielles, aggravant la fuite des cerveaux du pays et reflétant l'exode civil qui a suivi les coups d'État militaires de 1962 et 1988. Le marché du travail local s'est effondré. En septembre 2022, la valeur du kyat birman s'est dépréciée de plus de 60 %, tandis que les prix des produits de base ont augmenté jusqu'à 57 %. La Banque mondiale estime que l'économie de la Birmanie se contractera de 18 % supplémentaires en 2022. Depuis avril 2022, le pays connaît des pénuries de devises, qui ont eu un impact aigu sur les importateurs, entraînant des pénuries de produits de base comme les médicaments et les engrais.
Le régime militaire a imposé des contrôles des devises étrangères, ce qui a aggravé la pénurie de dollars américains parmi les entreprises internationales opérant dans le pays. De nombreuses sociétés étrangères et multinationales, dont Telenor, Ooredoo, Chevron, British American Tobacco et Woodside Petroleum, ont quitté le marché birman alors que le conflit s'intensifiait. En septembre 2022, le Groupe d'action financière (GAFI) dirigé par le G7 a annoncé son intention de mettre la Birmanie sur liste noire (en) pour n'avoir pas réussi à endiguer le blanchiment d'argent et le financement du terrorisme. Actuellement, seuls l'Iran et la Corée du Nord figurent sur la liste noire du Groupe d'action financière. En octobre 2022, la Birmanie a été inscrit sur la liste noire du GAFI, ce qui a accru la volatilité de la valeur du kyat birman.
Le 4 septembre 2024, le consultant en risques BMI (groupe Fitch) révise à − 2,5 % la contraction du PIB attendue pour l’année 2025, alors que l’économie birmane n’a jamais récupéré ses pertes d'activité liées de la pandémie due au Covid-19. Selon BMI, l’un des plus gros défis provient de la conscription militaire obligatoire pour les hommes de moins de 35 ans, qui conduit à une réduction critique de la main-d’œuvre disponible et des taxes sur les salaires des employés à l’étranger.

### Impact énergétique
Selon l'expert en énergie Guillaume de Langre, le coup d'État de 2021 qui déclenche la guerre a eu lieu dans un contexte de progression et diversification de la production énergétique de la Birmanie, auxquelles il met un coup d'arrêt. Entre 2021 et 2024, la production d'énergie du pays chute de 30 à 40 %, à cause de la destruction d'infrastructures, de finances publiques tournées vers l'effort de guerre devenues insuffisantes pour faire fonctionner les centrales, et surtout, à cause du départ d'investisseurs étrangers chinois et occidentaux. Ce à quoi il faut ajouter l'épuisement des gisements gaziers, après un pic de production atteint en 2015. Ce qui explique aussi pourquoi la junte birmane est un partenaire beaucoup moins intéressante pour la Chine et la Thaïlande, qui bénéficiaient d'approvisionnements énergétiques bon marché en échange d'un soutien politique à l'armée birmane. En outre, l’opposition à la junte commence à se saisir de sites d’exploitation de ressources naturelle et d’infrastructures clés, notamment énergétique comme des centrales électriques, un gazoduc et des barrages hydroélectriques, provoquant des coupures d'électricité à Rangoun.